# Saison 2014 de Sébastien Loeb en sport automobile
2013 2015
Sa reconversion sur circuit désormais achevée, Sébastien Loeb intègre en 2014 le plateau du Championnat du monde des voitures de tourisme à temps complet en prenant part au débarquement de Citroën Racing dans la discipline. Aux côtés de Yvan Muller, quadruple champion du monde, de José María López et de Ma Qing Hua, il participe à la conquête du sacre Constructeurs par la marque aux chevrons et termine sa saison en troisième position du classement mondial. Parallèlement à cet engagement, il reprend ponctuellement le volant de la Peugeot 208 T16 Pikes Peak dans le cadre du Festival de vitesse de Goodwood, poursuit ses piges récurrentes en Mitjet et fait ses débuts dans les courses sur glace du Trophée Andros.

## Championnat du monde des voitures de tourisme

### Officialisation de l'engagement de Citroën
Le 27 septembre 2012, dans le cadre de la 81e édition du Mondial de l'automobile de Paris, Sébastien Loeb annonce à la presse sa retraite progressive du monde des rallyes et confirme les rumeurs évoquées depuis plusieurs années sur son envie de reconversion sur circuit. Pilote emblématique de la marque Citroën depuis ses débuts en compétition, l'Alsacien affirme également sa volonté de poursuivre cette nouvelle aventure avec le constructeur français compte tenu de l'inter-dépendance de leur image respective aux yeux du grand public. Le choix du Championnat du monde des voitures de tourisme est rapidement mis en avant comme l'une des pistes les plus sérieuses par les deux parties. Du point de vue de Sébastien Loeb, cette discipline présente un avantage en matière de crédibilité du fait de son statut de championnat du monde sanctionné par la FIA. Elle permet dans un second temps aux équipes de Citroën d'éviter de partir d'une feuille blanche pour le développement de la voiture, le moteur 1,6 L Turbo imposé étant dérivé du même type de bloc utilisé sur les DS3 WRC mais pourvu d'une bride moins restrictive permettant d'atteindre une puissance de 380 chevaux. Le WTCC séduit également par ses coûts de fonctionnement réduits et la visibilité internationale proposée, le calendrier visitant des zones géographiques clés pour la marque aux chevrons telles que la Chine, la Russie ou l'Amérique du Sud,.
En décembre 2012, l'intérêt de Citroën pour la discipline se précise à la suite de la validation par la FIA d'un nouveau règlement technique à compter de la saison 2014, prévoyant initialement la fin du système de lest des performances, un package aérodynamique plus spectaculaire, des voitures plus puissantes ainsi qu'une plus grande liberté dans l'homologation de certaines pièces,,,,. Une séance d'essais privée est organisée par le constructeur français en mars 2013 sur le circuit du Jarama près de Madrid afin de tester un modèle de DS3 WRC modifié et adapté aux contraintes de la piste en vue d'un éventuel engagement officiel. La branche sportive de la marque aux chevrons n'ayant aucune expérience dans les compétitions sur circuit, hormis quelques courses disputées en Championnat de France de Supertourisme dans les années 1980, l'objectif fut de dégrossir les grandes lignes du développement de la voiture qui pourrait être alignée, notamment en matière d'aérodynamisme, de refroidissement du moteur et d'absorption des suspensions. Sébastien Loeb et le pilote suisse Alain Menu, vice champion du monde WTCC 2012, se sont à cet effet relayés au volant,.
Le 25 juin 2013, Citroën officialise son engagement en Championnat du monde des voitures de tourisme pour la saison 2014 avec Loeb comme premier pilote confirmé. Le communiqué indique l'alignement d'un certain nombre de voitures supplémentaires venant en complément de celle de l'Alsacien sans évoquer de noms pour ces baquets additionnels. Plusieurs rumeurs indiquent alors l'ouverture de négociations avec Alain Menu et Yvan Muller, autre pilote alsacien dominant la discipline depuis plusieurs années et qui, deux ans plus tôt, avait mis à la disposition du champion du monde des rallyes sa propre Chevrolet Cruze WTCC pour quelques tours de pistes sur le Rockingham Motor Speedway. La présence de l'ex-pilote de Formule 1 Robert Kubica, alors sous contrat avec Citroën en rallye, est également évoquée pour quelques piges. La nouvelle voiture conçue par les ateliers de Satory est dévoilée le 24 juillet 2013 au grand public. Contredisant les premières rumeurs laissant présager l'utilisation d'un châssis issu de la DS4, c'est finalement le modèle C-Élysée de la marque qui est choisi comme base de développement, confirmant les intentions du constructeur de considérer ce nouvel engagement comme une vitrine axée vers les pays émergents. La déclinaison WTCC se voit alors doter du moteur 1,6 L Turbo utilisé en WRC et gonflé à 380 chevaux, ainsi que de voies élargies et de plusieurs appendices aérodynamiques,.

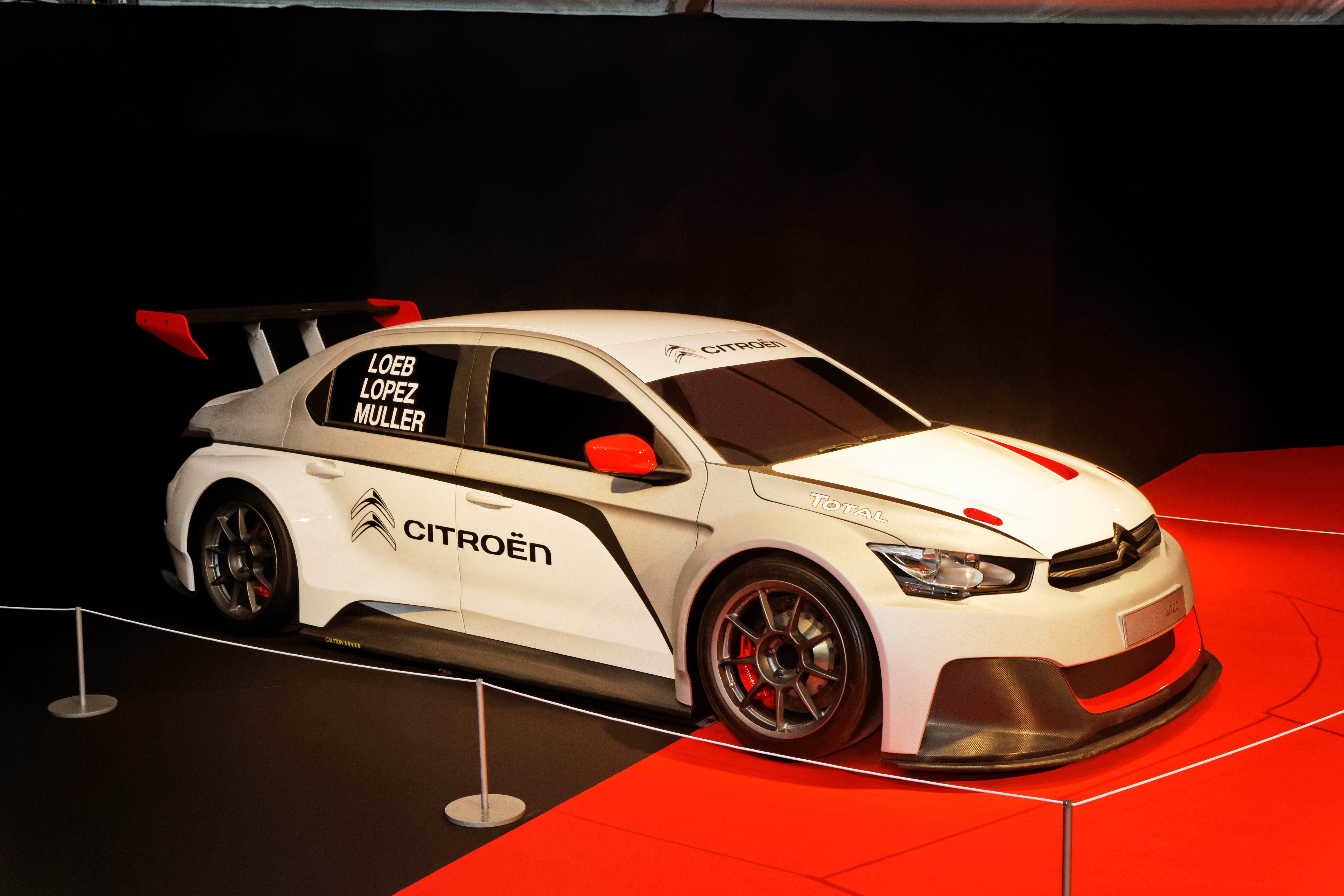
La Citroën C-Élysée WTCC présentée en janvier 2014 lors du Festival Automobile International.

Une courte séquence vidéo produite par Citroën Racing et mettant en scène Sébastien Loeb, Yvan Muller et Daniel Elena aux côtés de la future C-Élysée est mise en ligne sur la toile le 6 août 2013. Ce spot promotionnel semble alors confirmer l'association des deux Alsaciens au sein de la nouvelle équipe,. L'annonce est officialisée dès le lendemain par communiqué des différents intéressés,. La C-Élysée est quant à elle présentée physiquement pour la première fois le 10 septembre 2013, jour d'ouverture de la 65e édition du Salon de l'automobile de Francfort, aux côtés de ses deux futurs pilotes,. L’événement est également l'occasion pour Loeb de faire le point sur son nouvel engagement sportif : « C’est un nouveau projet de Citroën en WTCC avec Yvan Muller comme équipier, Citroën a tous les éléments pour réussir. En ce qui me concerne, je pense progresser rapidement, car je n’ai pas beaucoup d’expérience dans la discipline, c’est un beau challenge. Entre les titres d’Yvan et les miens, cela fait beaucoup de titres, tous les éléments sont réunis pour que ça marche, en ce qui me concerne je dois apprendre, mais je ferais de mon mieux pour faire de bons résultats. ». Citroën Racing annonce en décembre 2013 la signature d'un troisième contrat de pilote à temps plein pour José María López, triple champion de TC 2000, compétition de courses de tourisme argentine, et vainqueur d'une manche de WTCC à domicile en 2013.
La nomination des trois pilotes titulaires étant désormais entérinée, le développement de la nouvelle Citroën C-Élysée gagne en intensité à mesure que le coup d'envoi de la saison 2014 approche. Une séance d'essais de cinq jours est organisée au début du mois de janvier sur le circuit Yas Marina d'Abou Dabi durant lesquels Sébastien Loeb, Yvan Muller et José María López se relayèrent au volant de la voiture. Les conditions sèches espérées lors de cette session disputée au Moyen-Orient ne furent en revanche pas toujours au rendez-vous : « Avec seulement une heure d’essais sur piste sèche le soir, nous n’avons pas pu boucler notre programme dans sa totalité. Nous nous sommes donc focalisés sur le Set-Up de l’auto et son équilibre. »,. Le nonuple champion du monde des rallyes poursuit quant à lui son apprentissage dès la semaine suivante en effectuant des reconnaissances sur l'Autódromo Termas de Río Hondo, circuit hôte du meeting argentin planifié au calendrier, au volant d'une Peugeot 308 du championnat de tourisme local.
La première confrontation avec un autre constructeur a lieu à la fin du mois de février lors d'une séance d'essais mutualisée avec les voitures de l'écurie Honda sur le circuit Paul Ricard sans qu'un tour ne soit officiellement chronométré. Deux exemplaires de la Citroën C-Élysée se trouvaient alors sur place afin de tester notamment la procédure de départ automatique,. La marque aux chevrons annonce dans la foulée le recrutement de Ma Qing Hua, vainqueur du championnat de tourisme chinois en 2011 et ancien pilote d'essais au sein de l'écurie de Formule 1 Caterham, pour prendre en charge un quatrième baquet engagé partiellement sur cinq meetings de fin de saison. Le quatuor est réuni au complet pour la première fois lors de la 84e édition du Salon international de l'automobile de Genève pour une conférence de presse amorçant le lancement du programme 2014. Loeb y évoque ses objectifs et se positionne en outsider du champion du monde Yvan Muller,. Il révèle également son choix d'arborer le numéro 9 en référence au nombre de ses titres mondiaux conquis en WRC et dont il usa déjà l'année précédente avec son équipe privée dans les FIA GT Series. Les premiers essais officiels organisés sous l'égide de la FIA se déroulent à Valence sur le circuit Ricardo Tormo. Loeb signe le meilleur temps de la séance devant les deux Honda Civic d'usine,,,.

### Race of Morocco 2014
Le coup d'envoi du championnat WTCC est donné le deuxième week-end d'avril à Marrakech sur le circuit urbain Moulay El Hassan. Un total de vingt pilotes répartis dans neuf équipes différentes ont répondu présent pour cette première manche.
L'équipe Citroën domine la séance de test du vendredi en accaparant les trois premières places, Sébastien Loeb terminant derrière ses deux coéquipiers à respectivement six dixièmes d'Yvan Muller et deux dixièmes de José María López. L'Alsacien établit un nouveau record du tour dès le lendemain en réalisant le meilleur temps de la première séance des essais libres, deux dixièmes devant Muller. Le quadruple champion du monde de la discipline réagit quelques heures plus tard en pointant en première position de la feuille des temps de la deuxième session, mais sans parvenir à descendre sous le chrono de référence établi précédemment par Loeb, ce dernier terminant troisième à un peu plus d'une seconde : « Dès les premiers essais, j’ai été aux avant-postes et ça m’a rassuré. Le premier point qu’il faut souligner, c’est la performance et le comportement de la C-Élysée. Bravo et merci à Citroën Racing pour tout le travail fourni sur cette voiture. À Marrakech, qui est, il est vrai, un circuit atypique, l’auto était excellente. ». Les premières analyses issues de ces essais préliminaires indiquent une domination assez nette des Citroën C-Élysée, leurs rivales les plus proches, à savoir les Chevrolet Cruze TC1 développées par RML, pointant en moyenne à près de deux secondes au tour.
Les qualifications débutent le même jour en début d'après-midi. Sébastien Loeb signe le deuxième temps de la première session, quatre dixièmes derrière Yvan Muller, avant de s'imposer dans la suivante devant ses deux coéquipiers, les trois hommes se tenant alors dans un écart de cinq millièmes de seconde. La troisième et dernière session réunit les cinq meilleurs pilotes qui disposent alors d'une piste entièrement dégagée pour un unique tour chronométré. Dernier à s'élancer, Loeb y décroche le troisième temps, un dixième de seconde derrière le poleman José María López, après avoir pointé en tête dans les deux premiers secteurs du circuit : « Les Q1 et Q2 se sont bien passées. Mon unique tour en Q3 a bien débuté puisque j’étais en avance sur les premier et deuxième secteurs. Je me suis un peu manqué dans la dernière épingle. Je ne me suis pas raté une seule fois dans ce virage durant tout le week-end, sauf pour ce tour qui aurait pu me permettre de signer la pole ! Mais je n’avais pas de quoi être déçu. Partir de la première ligne pour ma première fois en WTCC, c’était déjà très bien et plus qu’encourageant. J’étais satisfait d’être dans le même dixième que mes équipiers. »,. Quelques heures plus tard, la décision des commissaires de déclasser Muller en quatrième position pour avoir coupé une chicane pendant son tour de qualification lui permet finalement d'accéder à la première ligne de la grille de départ.
Sébastien Loeb parvient à tenir sa position lors du coup d'envoi de la première course, contrôlant une tentative de dépassement de la part d'Yvan Muller usant de l'aspiration. López conserve la tête à l'issue du premier virage et mène le trio des Citroën C-Élysée. Les voitures de la marque aux chevrons accroissent progressivement leur avance sur leurs concurrentes. Le tracé emprunté de type urbain ne facilitant pas les dépassements, la hiérarchie demeurera inchangée jusqu'à l'arrivée malgré quelques attaques de Muller sur Loeb dans la plus longue ligne droite. Les températures moyennes supérieures à 30 °C enregistrées le jour de la course ont également contribué à figer les positions en provoquant un échauffement trop important des freins et obligeant ainsi les pilotes à sortir plus tôt de l'aspiration pour les refroidir. Le nonuple champion du monde des rallyes termine à la seconde place, sept dixièmes de seconde derrière son coéquipier argentin, et signe le meilleur tour en course pour son baptême en WTCC : « José Maria, Yvan et moi avons pris un bon départ pour la Course 1. J’étais entre eux deux et j’ai essayé de mettre la pression sur José Maria. Nous étions tellement proches que trouver l’ouverture était difficile. J’ai vite compris que seule une erreur de sa part me permettrait de passer. Il n’a pas fait de faute et comme le circuit était très dur pour les freins, j’ai préféré ne pas prendre de risque. »,.
Parti neuvième de la deuxième course conformément au principe de la grille inversée, l'Alsacien parvient à ressortir indemne d'un carambolage survenu lors du départ. Percuté à l'arrière par la Honda Civic de Mehdi Bennani, le poleman Tom Coronel perd le contrôle de sa Chevrolet Cruze et heurte frontalement les glissières de sécurité, causant la destruction de sa voiture. Dans l'élan de son accélération de départ, Yvan Muller ne parvient pas à éviter le pilote hollandais et anéantit l'avant de sa C-Élysée avec le choc. Loeb évite les multiples débris jonchant la piste et ressort du premier virage en troisième position, loin devant López, huitième, auteur d'un départ manqué. Les officiels agitent le drapeau rouge, suspendant ainsi la course le temps de faire nettoyer la piste. Un nouveau coup d'envoi est donné vingt minutes plus tard. Usant de l'aspiration, Loeb prend aussitôt le dessus sur Tiago Monteiro pour le gain de la deuxième place et part en chasse du pilote de tête Mehdi Bennani. Il vient à bout du Marocain avant la fin du tour, s'emparant ainsi des commandes de la course. Derrière lui, son coéquipier José María López effectue une remontée significative de la huitième à la deuxième place, dépassant un à un tous les concurrents mais pointant toujours à plusieurs secondes de la C-Élysée numéro 9. Victime d'un problème moteur sur sa Chevrolet Cruze, Dušan Borković est contraint de s'arrêter dans la ligne droite des stands, déclenchant la sortie du Safety Car et permettant ainsi à López de revenir dans les roues de Loeb. Le Français parviendra à contenir l'Argentin jusqu'à la ligne d'arrivée pour décrocher la première victoire de sa carrière en WTCC, devenant ainsi, après Sandro Munari et Walter Röhrl, le troisième pilote de l'Histoire à s'être imposé simultanément en rallye et sur circuit dans le cadre d'un championnat du monde : « La Course 2 a commencé par un gros crash, Yvan a été pris dans le carton et moi je suis passé de justesse entre les gouttes. À partir de là, je devais prendre un bon restart et j’ai réussi à doubler les deux Honda sans me faire prendre dans une embûche. José Maria est revenu à mon contact, plus vite que je ne l’imaginais, mais j’ai attaqué pour conserver un petit matelas d’avance et on s’est retrouvé dans une situation similaire à la première manche, mais dans les positions inversées. Monter sur la plus haute marche, pour mon premier week-end, je n’osais l’espérer et j’ai vraiment savouré cette première Marseillaise de l’année ! Je vais peut-être revoir mes ambitions à la hausse mais je n’oublie pas que j’ai toujours été à l’aise sur les circuits en ville. »,,.
| Date       | Heure   | Phase            | Temps           | Tours | Écart    | Clas. |
| ---------- | ------- | ---------------- | --------------- | ----- | -------- | ----- |
| 11 avr     | 12 h 30 | Tests            | 1 min 45 s 161  | 12    | +0 s 648 | 3e    |
| 12 avr     | 9 h 00  | Essais Libres 1  | 1 min 43 s 427  | 9     | -        | 1er   |
| 12 avr     | 11 h 15 | Essais Libres 2  | 1 min 44 s 572  | 11    | +1 s 135 | 3e    |
| 12 avr     | 14 h 00 | Qualifications 1 | 1 min 44 s 219  | 3     | +0 s 395 | 2e    |
| 12 avr     | 14 h 40 | Qualifications 2 | 1 min 43 s 706  | 2     | -        | 1er   |
| 12 avr     | 14 h 55 | Qualifications 3 | 1 min 43 s 845  | 2     | +0 s 115 | 2e    |
| 13 avr     | 16 h 15 | Course 1         | 24 min 41 s 663 | 14    | +0 s 713 | 2e    |
| 13 avr     | 17 h 15 | Course 2         | 47 min 50 s 589 | 16    | -        | 1er   |
| Sources, : |         |                  |                 |       |          |       |

### JVC Kenwood Race of France 2014
Absente du calendrier depuis la saison 2009, la manche française fait cette année-là son retour dans le championnat WTCC, permettant à Citroën, Yvan Muller et Sébastien Loeb de concourir à domicile. L'épreuve est organisée sur le circuit Paul Ricard du Castellet qui n'avait alors plus accueilli de courses de tourisme de niveau mondial depuis 1995.
La marque aux chevrons domine une nouvelle fois la séance de test du vendredi avec un meilleur chrono enregistré par José María López, secondé de près par Loeb à environ un dixième. Plus en retrait en raison du rodage de sa C-Élysée, sévèrement endommagée lors de la manche marocaine, Muller pointe en cinquième position à plus d'une seconde. Le lendemain, lors des essais libres, les temps enregistrés semblent indiquer pour la première fois depuis le début de la saison un tassement de l'écart de performance séparant Citroën des autres équipes. Bien que Sébastien Loeb domine la première séance, il devance cette fois-ci non pas l'un de ses coéquipiers mais la Chevrolet Cruze d'Hugo Valente pour moins de deux dixièmes, avant que son compatriote n'enregistre le meilleur chrono dans la deuxième session, une seconde de mieux que Loeb, neuvième,.
Le samedi après-midi, l'Alsacien signe le deuxième temps de la première séance des qualifications à un dixième de la meilleure marque d'Yvan Muller puis récidive dans la session suivante, toujours dans le même ordre mais en abaissant l'écart le séparant du quadruple champion du monde de la discipline à sept centièmes. Dans la séance finale réunissant les cinq meilleurs pilotes, Sébastien Loeb s'élance en avant-dernier et améliore de deux dixièmes le précédent chrono de référence établi par López, s'adjugeant au passage le nouveau record de la piste. Il décroche finalement la première pole position de sa carrière pour son deuxième engagement en WTCC après que Muller ait échoué à plus de trois dixièmes lors de son tour chronométré. Les commissaires de la FIA annoncent finalement en début de soirée l'annulation de tous les temps enregistrés par Loeb et José María López lors des qualifications après que les valves de sécurité du réservoir d'essence n'aient pas fonctionné sur leur voiture respective lors d'un contrôle technique. Bien que cette anomalie n'apporte aucun avantage en matière de performance, les deux pilotes se voient retirer les points acquis au terme des séances qualificatives puis rétrograder en dernière ligne de la grille de départ des deux courses de la manche française, hypothéquant potentiellement leurs chances d'accéder aux places d'honneur : « D'une manière générale, les essais se sont bien déroulés : deuxième temps le vendredi, meilleur chrono de la première séance. J’ai confirmé lors des qualifications avec le tour le plus rapide en Q3. J’ai réussi à tout mettre bout à bout et à faire un très bon troisième secteur. J’ai donc décroché, sur la piste, ma première pole position avant d’être déclassé à l’issue des vérifications techniques pour le non-fonctionnement des vannes de coupure d’alimentation en carburant. En clair, quelque chose qui n’influe pas du tout sur la performance pure mais qui nous a obligés, Pechito et moi, à nous élancer depuis la dernière ligne et ce lors des deux courses ! »,.
Parti dix-septième de la première course, Sébastien Loeb choisit de se positionner immédiatement sur l'extrémité gauche de la ligne des stands et dépasse plusieurs concurrents pour ressortir du premier virage dans les dix premiers du classement. Septième à l'entame du deuxième tour, il contient une attaque portée par son coéquipier José María López. L'Argentin manque son point de freinage et part en glissade sur le bas-côté de la piste. L'Alsacien prend peu de temps après le dessus sur l'ancien pilote de Formule 1 Gianni Morbidelli puis se lance à la poursuite de Robert Huff, champion du monde de la discipline en 2012 et premier pilote Lada. Il dépasse le Britannique dans le quatrième tour puis son compatriote Hugo Valente dans la foulée sur les abords de la première chicane. Désormais quatrième, le Français réduit en deux tours les trois secondes le séparant de Norbert Michelisz pour accéder au podium provisoire, puis continue à imprégner un rythme offensif pour tenter de s'emparer de la deuxième place de Gabriele Tarquini. Quatre tours lui seront nécessaires pour venir au contact de l'Italien, dont la Honda Civic se révèle plus performante en ligne droite et dans les phases d'accélération. Loeb parvient finalement à trouver l'ouverture deux tours avant le drapeau à damiers et achève sa remontée sur la deuxième marche du podium. La quatrième place finale occupée par López lui permet également de s'emparer de la tête du championnat Pilotes. Parti en pole, le vainqueur Yvan Muller restait quant à lui hors de portée, titulaire d'une avance finale supérieure à dix secondes : « J’ai réussi à éviter les problèmes au départ et à gagner pas mal de places assez rapidement. J’ai ensuite attaqué fort pour remonter : quatrième au troisième tour, troisième au sixième tour puis deuxième au quinzième tour. Très honnêtement, je pense que c’était difficile de faire mieux ! J’ai tout donné et je suis parvenu à revenir sur la deuxième marche du podium, prenant du même coup la tête du championnat provisoirement. Le seul point négatif est que ma voiture avait quelques séquelles de mes bagarres en piste, et comme, réglementairement, nous n’avons que très peu de temps pour intervenir sur l’auto entre les courses, nous n’avons pas pu tout réparer. ».
Le départ de la deuxième course se déroule trois heures plus tard sur une piste désormais asséchée. Toujours relégué en fond de grille, Loeb décide à nouveau de longer l'extrémité gauche de la ligne des stands et dépasse plusieurs concurrents. Remonté en onzième position aux abords du premier virage, il se voit bloquer dans son élan par plusieurs accrochages survenus quelques mètres devant sa voiture et impliquant notamment Gianni Morbidelli et Yvan Muller. José María López bénéficie quant à lui d'une voie dégagée après avoir opté pour l'autre côté de la piste et parvient à se porter en tête des pilotes Citroën. À l'entame du troisième tour, Loeb gagne deux places supplémentaires dans la même chicane en prenant le dessus sur Hugo Valente et Morbidelli pour se retrouver derrière ses deux coéquipiers. L'Alsacien porte alors une attaque sur Muller en prenant l'intérieur dans un virage serré à droite, mais, arrivé à mi-hauteur et sur le point de prendre l'avantage, se fait percuter par le champion du monde, ce dernier fermant brusquement la porte. Le contact endommage une partie de l'essieu avant de la C-Élysée de Loeb dont les performances commencent à se dégrader et lui font perdre trois places. Dans sa tentative de remontée, il heurte une pile de pneus aux abords d'une chicane, éventrant une partie de son capot moteur et déclenchant ainsi la sortie du Safety Car en raison des débris jonchant la piste. Cet incident permet à ses deux coéquipiers, alors respectivement deuxième et troisième, de revenir sur le leader Tiago Monteiro pour finalement le dépasser. Une deuxième sortie du Safety Car survient quelques minutes plus tard en raison d'un accrochage entre John Filippi et Franz Engstler. Alors neuvième, Loeb gagne une place pendant la neutralisation de la course en bénéficiant d'une pénalité infligée à Tom Chilton suivi d'une position supplémentaire avec la sortie de piste de Norbert Michelisz. L'Alsacien poursuit sur un rythme offensif avec les sixième et cinquième positions de Dušan Borković et Mehdi Bennani en ligne de mire. Après plusieurs tentatives, il parvient à dépasser le pilote serbe deux tours avant l'arrivée mais échoue sur le fil face au Marocain. Sixième du classement final, le Français se fait reprendre les commandes du championnat par le vainqueur José María López : « J’ai rapidement senti que la balance de l’auto n’était pas parfaite avec du sous-virage. J’ai subi cela et j’ai dû être relativement conservateur. J’avais du mal à attaquer mes adversaires, je me suis retrouvé longtemps bloqué derrière une Chevrolet qui m’a sérieusement fermé les portes. La carrosserie en a d’ailleurs fait les frais. Je suis remonté jusqu'au sixième rang. On va dire que je sauve les meubles parce que ça ressemblait parfois à du Stock Car ! C’est dommage car la performance était là et je perds tout de même des points sur Pechito, qui repart en tête, et sur Yvan, qui revient sur moi. »,,.
| Date | Heure   | Phase              | Temps           | Tours | Écart     | Clas. |
| --- | ------- | ------------------ | --------------- | ----- | --------- | ----- |
| 18 avr | 14 h 00 | Tests              | 1 min 31 s 365  | 12    | +0 s 138  | 2e    |
| 19 avr | 9 h 15  | Essais Libres 1    | 1 min 30 s 891  | 15    | -         | 1er   |
| 19 avr | 11 h 45 | Essais Libres 2    | 1 min 31 s 712  | 13    | +1 s 039  | 9e    |
| 19 avr | 15 h 00 | Qualifications 1 † | 1 min 30 s 369  | 3     | +0 s 100  | 2e    |
| 19 avr | 15 h 26 | Qualifications 2 † | 1 min 29 s 638  | 3     | +0 s 072  | 2e    |
| 19 avr | 15 h 41 | Qualifications 3 † | 1 min 29 s 527  | 2     | -         | 1er   |
| 20 avr | 13 h 15 | Course 1           | 28 min 11 s 074 | 16    | +12 s 727 | 2e    |
| 20 avr | 17 h 15 | Course 2           | 30 min 42 s 475 | 18    | +17 s 924 | 6e    |
| |         |                    |                 |       |           |       |
| Légende : † — Les temps établis par Sébastien Loeb furent annulés en raison d'un problème affectant les vannes de coupure d’alimentation en carburant. |         |                    |                 |       |           |       |
| Sources, : |         |                    |                 |       |           |       |

### Race of Hungary 2014
Le meeting hongrois se déroule deux semaines après les événements du Castellet sur le circuit du Hungaroring. Troisième manche de la saison, elle marque l'introduction des poids de compensation sur les différents modèles de voiture engagés dans le championnat en se basant sur les résultats des deux premières épreuves. Les Citroën C-Élysée ayant jusqu'alors dominé les débats de manière significative, celles-ci écopent du lestage maximum de 60 kg tandis que les Honda Civic WTCC, les Chevrolet RML Cruze TC1 ainsi que les Lada Granta 1.6T sont maintenues au poids minimum réglementaire.
La séance de test du vendredi est dominée par les voitures de la marque Honda avec l'occupation des trois premières places de la feuille des temps. Sébastien Loeb pointe quant à lui au neuvième rang, à environ huit dixièmes de la meilleure marque de Gabriele Tarquini et cinq centièmes derrière son coéquipier Yvan Muller. Les séances d'essais libres du lendemain se déroulent sur une piste détrempée en raison des averses survenues durant la nuit. Les temps de la première session s'améliorent significativement au fur et à mesure des passages et de l'assèchement du bitume. C'est finalement José María López qui signe le meilleur chrono à quelques minutes de la clôture, l'Alsacien prenant quant à lui la cinquième place à plus d'une seconde après être rentré aux stands bien avant son coéquipier. L'équipe Citroën impose sa domination au cours de la deuxième séance en réalisant le triplé. Yvan Muller enregistre le meilleur temps suivi de Loeb à moins de quatre dixièmes.
Lors de la première partie des qualifications, les pilotes de la marque aux chevrons réalisent un chrono suffisant dès leur première tentative et reviennent à l'assistance au bout de quelques minutes. Sébastien Loeb prend la quatrième position à deux dixièmes de López, le local de l'épreuve Norbert Michelisz s'étant intercalé entre lui et ses deux coéquipiers. La deuxième séance voit pour la première fois de la saison une voiture autre que la C-Élysée décrocher la première place avec la Honda Civic de Gabriele Tarquini aux avant-postes. Loeb pointe quant à lui en cinquième position à deux dixièmes et accède sur le fil à la dernière session, menacé par le Portugais Tiago Monteiro jusque dans les dernières minutes. Il y enregistre le troisième temps à un peu plus de trois dixièmes de ses deux coéquipiers, Muller décrochant pour sa part une troisième pole position consécutive sur le Hungaroring.
Parti de la deuxième ligne, Sébastien Loeb manque son départ lors de la première course et se fait immédiatement déborder par les Honda Civic officielles de Tarquini et Monteiro, réputées plus performantes dans les phases d'accélération. Il opte pour l'extérieur du premier virage à l'abord de celui-ci mais se retrouve bloqué par les pilotes le devançant et rétrograde de deux places supplémentaires, Mehdi Bennani et Norbert Michelisz étant parvenu à emprunter la trajectoire intérieure avec succès. Le tracé sinueux et étroit du Hungaroring ne favorisant pas les dépassements, le classement général restera dès lors figé pendant les quatorze tours que compte la course, l'Alsacien se retrouvant pour sa part bloqué en septième position derrière le pilote hongrois en dépit de plusieurs tentatives infructueuses. Il perd finalement la deuxième place du championnat au profit d'Yvan Muller, vainqueur pour la quatrième fois en Hongrie après être parti de la pole position.
Huitième sur la grille de départ de la deuxième course, Loeb parvient à tenir sa position lors du coup d'envoi. À l'approche du premier virage, il opte cette fois-ci pour l'intérieur et se voit bloquer dans son élan par une congestion créée par plusieurs voitures, dont la Chevrolet Cruze de Tom Chilton. Partis derrière lui, ses deux coéquipiers, Yvan Muller et José María López, prennent l'extérieur de la piste davantage dégagé et profitent du blocage pour gagner plusieurs positions. Le nonuple champion du monde ressort de la courbe à la neuvième place derrière la Honda Civic de Gabriele Tarquini. Malgré plusieurs attaques portées sur l'Italien, le pilote Citroën ne parviendra pas à améliorer son classement. Les difficultés pour trouver l'ouverture sur le circuit hongrois se concrétisent une nouvelle fois par le gèle des dix premières positions sur l'ensemble de la course : « Sur un circuit où les dépassements sont quasiment impossibles, je savais qu’il fallait impérativement réaliser un bon départ. Je me suis loupé à chaque fois. Dans la première course, je tente l’extérieur au premier freinage, quand je vois que mes concurrents s’empilent à la corde, mais j’ai été tassé à la sortie dans les vibreurs. Au départ de la seconde course, je me suis mis à l’intérieur, mais je me suis tout de même fait déborder de l’autre côté par Muller et López. »,.
| Date       | Heure   | Phase            | Temps           | Tours | Écart     | Clas. |
| ---------- | ------- | ---------------- | --------------- | ----- | --------- | ----- |
| 2 mai      | 12 h 30 | Tests            | 1 min 51 s 789  | 10    | +0 s 794  | 9e    |
| 3 mai      | 9 h 00  | Essais Libres 1  | 1 min 51 s 155  | 15    | +1 s 661  | 5e    |
| 3 mai      | 12 h 00 | Essais Libres 2  | 1 min 49 s 674  | 10    | +0 s 373  | 2e    |
| 3 mai      | 14 h 30 | Qualifications 1 | 1 min 49 s 552  | 3     | +0 s 224  | 4e    |
| 3 mai      | 14 h 55 | Qualifications 2 | 1 min 49 s 652  | 3     | +0 s 242  | 5e    |
| 3 mai      | 15 h 10 | Qualifications 3 | 1 min 49 s 113  | 2     | +0 s 386  | 3e    |
| 4 mai      | 13 h 30 | Course 1         | 26 min 14 s 767 | 14    | +17 s 475 | 7e    |
| 4 mai      | 14 h 40 | Course 2         | 26 min 24 s 159 | 14    | +8 s 308  | 9e    |
| Sources, : |         |                  |                 |       |           |       |

### Race of Slovakia 2014
Une semaine après les événements du Hungaroring, le calendrier du WTCC s'enchaîne avec le meeting slovaque organisé sur le Slovakia Ring, circuit que Sébastien Loeb eut l'occasion d'aborder en compétition l'année précédente dans le cadre du championnat FIA GT Series. Calculé à partir de trois manches glissantes, le système de compensation de poids demeure inchangé avec une masse supplémentaire de 60 kg embarquée par les trois Citroën C-Élysée comparativement aux autres concurrents.
L'Alsacien enregistre le septième temps de la séance de test du vendredi, à plus d'une seconde de son coéquipier José María López. L'Argentin récidive le lendemain en monopolisant le haut de la feuille des temps lors des deux sessions des essais libres, Loeb prenant respectivement la quatrième puis la troisième place et éprouvant des difficultés à définir un Set-Up le mettant en confiance : « Honnêtement, les essais libres ont été un peu galère. Mais nous avons bien travaillé avec toute l’équipe, nous avons parfaitement réagi et nous sommes parvenus à améliorer les réglages. La voiture se comportait mieux ensuite, et de mon côté j’étais de plus en plus en confiance. »,.
Les qualifications débutent le samedi après-midi par une première séance au cours de laquelle les trois Citroën C-Élysée rentrent aux stands dès les premières minutes après avoir enregistré un seul tour chronométré jugé suffisant. Seul pilote de la marque aux chevrons à être parti avec des pneus déjà usés, Sébastien Loeb se voit tout d'abord crédité du septième temps avant de chuter progressivement dans le classement au fur et à mesure du passage des autres concurrents. Douzième à cinq minutes de la clôture de la session, il repart en piste chaussé de gommes neuves pour un dernier tour chronométré et parvient à enregistrer le sixième temps définitif, quatre dixièmes derrière la meilleure marque de Norbert Michelisz. La deuxième séance commence quelques minutes plus tard mais la voiture du Français reste immobilisée dans le garage Citroën en raison d'un problème mécanique au niveau de l'arrivée d'essence. Les mécaniciens tentent de procéder aux réparations malgré le temps imparti très limité. Loeb est en passe de se voir éliminer des qualifications, synonyme de douzième place sur la grille de départ des deux courses, lorsque, six minutes avant la clôture, le capot de la Honda Civic de Gabriele Tarquini s'ouvre au moment où l'Italien abordait un virage en sixième vitesse. Sans visibilité, le pilote sort de la piste mais évite l'accident. Les commissaires lèvent le drapeau rouge pour interrompre la séance. Sa C-Élysée réparée, Loeb peut s'élancer sur le circuit et établit le troisième temps, six dixièmes derrière son coéquipier José María López. Qualifié pour la dernière session, il signe le meilleur temps provisoire devant Yvan Muller avant de se faire à nouveau devancer de plus de trois dixièmes par López, dernier à s'élancer : « La qualification n’a pas été de tout repos pour autant. J’ai connu un petit souci sur la suspension, puis un problème de pompe à essence. À chaque fois, le team est intervenu rapidement et j’ai pu passer la Q1, puis la Q2. J’ai signé le deuxième chrono en Q3. Sincèrement, José Maria López était intouchable et compte tenu des différents événements, j’étais très content d’être en première ligne. ».
Le départ de la première course est donné sur une piste détrempée assortie d'une pluie fine permanente et de fortes rafales de vent. Deuxième sur la grille, Sébastien Loeb prend le meilleur élan et dépasse José María López dans la ligne droite pour s'emparer des commandes. Optant pour l'intérieur du premier virage, il parvient à conserver sa position puis creuse progressivement l'écart en tête à la faveur d'une meilleure visibilité sur la route. Parti en troisième position, Yvan Muller écope d'un passage aux stands obligatoire en raison d'un faux départ et chute à la quatorzième place au moment de reprendre la course. La pluie s'intensifie et l'écart entre Loeb et López finit par se stabiliser à un peu plus d'une seconde. La piste devient peu à peu difficilement praticable et les dérapages se multiplient chez plusieurs concurrents. La quantité d'eau stagnante ne permettant plus de maintenir les pneus en température, les pilotes perdent davantage de grip au fur et à mesure que les minutes passent. Les commissaires déclenchent finalement la sortie du Safety Car au septième tour par mesure de sécurité, mais la pluie ne désemplissant pas, la course restera neutralisée jusqu'à l'arrivée. L'Alsacien s'impose ainsi pour la deuxième fois de sa carrière en WTCC devant López et Michelisz, reprenant du même coup la deuxième place du classement mondial au détriment de Muller : « J’ai pris le meilleur départ et j’ai basculé en tête au premier virage ! C’était la clé de la course. Avec une bonne visibilité, j’ai attaqué pour essayer de creuser l’écart, sachant que José Maria était toujours sur un excellent rythme. Je suis resté en tête jusqu'à l’apparition du Safety Car. Je pense que c’était la bonne décision : les conditions devenaient vraiment dangereuses et c’était tout simplement difficile de rester sur la piste, même derrière la voiture de sécurité ! »,.
Les averses pluvieuses ayant persisté sans discontinuer durant la totalité du dimanche après-midi, les commissaires et la FIA prirent la décision d'annuler la deuxième course pour des raisons de sécurité, fait jusque-là inédit en WTCC : « Depuis 2005, ce n’était jamais arrivé. Là aussi, je crois que c’était la décision à prendre sachant que la pluie avait redoublé et que les conditions de piste étaient épouvantables. C’était dommage pour le public et l’événement en général, mais c’était certainement le bon choix. »,.
| Date       | Heure   | Phase            | Temps           | Tours          | Écart          | Clas.          |
| ---------- | ------- | ---------------- | --------------- | -------------- | -------------- | -------------- |
| 9 mai      | 12 h 15 | Tests            | 2 min 06 s 513  | 9              | +1 s 305       | 7e             |
| 10 mai     | 9 h 00  | Essais Libres 1  | 2 min 06 s 651  | 10             | +0 s 784       | 4e             |
| 10 mai     | 11 h 50 | Essais Libres 2  | 2 min 06 s 048  | 11             | +0 s 579       | 3e             |
| 10 mai     | 14 h 00 | Qualifications 1 | 2 min 05 s 418  | 6              | +0 s 404       | 6e             |
| 10 mai     | 14 h 25 | Qualifications 2 | 2 min 04 s 718  | 3              | +0 s 680       | 3e             |
| 10 mai     | 14 h 45 | Qualifications 3 | 2 min 04 s 284  | 2              | +0 s 372       | 2e             |
| 11 mai     | 13 h 15 | Course 1         | 20 min 38 s 595 | 8              | -              | 1er            |
| 11 mai     | 17 h 45 | Course 2         | Course annulée  | Course annulée | Course annulée | Course annulée |
| Sources, : |         |                  |                 |                |                |                |

### Race of Austria 2014
L'épreuve autrichienne se déroule deux semaines après les événements ayant conduis à l'annulation de la deuxième manche slovaque. Organisée sur le circuit du Salzburgring, elle propose un tracé rapide et large dit de vieille école, avec des passages en courbe à haute vitesse et deux longues lignes droites privilégiant les attributs aérodynamiques des voitures. Les calculs de compensation de poids restent pour leur part inchangés avec un handicap maximum de 60 kg attribué aux Citroën C-Élysée.
Sébastien Loeb enregistre le sixième temps de la séance de test du vendredi, écourtée de trois minutes en raison de problèmes techniques rencontrés en piste par Tom Coronel et Gabriele Tarquini, à quatre dixièmes de la meilleure marque de son coéquipier José María López. L'Argentin récidive lors des premiers essais libres du samedi en prenant la tête d'un triplé de la marque aux chevrons, Loeb pointant quant à lui à la troisième place avec un écart de nouveau contenu à environ quatre dixièmes. L'Alsacien s'impose finalement dans la deuxième séance à environ deux dixièmes de López et Muller à l'issue d'une session marquée par le crash frontal d'Hugo Valente dans une courbe rapide.
Citroën Racing domine une nouvelle fois l'entame des qualifications avec un chrono de référence établi par Yvan Muller dans les deux premières sessions. Loeb y décroche respectivement les troisième et quatrième temps lui permettant d'accéder à la séance finale. Deuxième à s'élancer dans celle-ci, il parvient à améliorer la marque de José María López d'un dixième avant de se faire battre à son tour par Gianni Morbidelli. L'Italien décrochera la première pole position de sa carrière et la première de la saison pour une voiture n'appartenant pas à l'écurie de Satory après que Muller ait échoué à cinq centièmes du chrono établi, le nonuple champion du monde des rallyes se classant quant à lui troisième derrière les deux hommes. Quelques heures après la clôture, Morbidelli se voit infliger une pénalité de cinq rangs sur la grille de départ par la direction de course pour ne pas avoir ralenti sous drapeau jaune lors de la première session qualificative, permettant ainsi aux deux Alsaciens de Citroën d'hériter de la première ligne : « Les essais libres ont été positifs, avec notamment le meilleur temps de la dernière séance. Les qualifications se sont déroulées sans accroc. En Q3, je réalise un tour assez bon. Yvan Muller fait un super troisième secteur, là où j’ai été peut-être un peu sur la défensive. Avec une partie sinueuse, mais aussi le besoin d’avoir une bonne Vmax et un virage à droite ultra rapide pas facile à négocier, la balance n’était pas forcément simple à trouver. Si la voiture était assez fine, son comportement me plaisait dans son ensemble. ».
Parti de la seconde position, Sébastien Loeb réussit son départ et opte pour l'intérieur de la ligne droite mais se fait aussitôt couper la trajectoire par Yvan Muller puis enfermer latéralement par Tom Coronel. Le Hollandais force le passage dans la chicane, heurtant l'ex-pilote de rallye dans la manœuvre et l'éjectant sur le bas-côté. José María López profite de l'occasion pour dépasser à son tour l'Alsacien, qui ressort quatrième de l'incident, puis prend le dessus sur Coronel dans le virage suivant. Le peloton tend peu à peu à s'étirer au fil des tours et Loeb perd progressivement le contact avec ses deux coéquipiers. À la lutte pour la victoire face à Muller, López manque son point de freinage au septième tour dans la chicane lors d'une tentative de dépassement et se retrouve contraint d'emprunter une échappatoire longeant le circuit. Il rejoint la piste en troisième position derrière la Chevrolet Cruze de Coronel et juste devant Loeb. Le classement des places d'honneur restera figé jusqu'à l'arrivée malgré plusieurs attaques de l'Argentin pour remonter sur la deuxième marche du podium : « Morbidelli ayant été rétrogradé après avoir signé la pole, je me suis élancé aux côtés d’Yvan sur la première ligne. J’ai pris un envol plutôt bon mais Yvan à bien jouer le coup et Coronel en a profité pour venir sur l’extérieur. Nous avons abordé la première chicane côte à côte. Je lui ai laissé la place dans le premier virage, mais il m’a légèrement poussé dans l’herbe dans le second. C’était correct et ça fait partie du jeu en WTCC, mais j’ai perdu plusieurs positions et je me suis retrouvé cinquième. J’ai pu repasser quatrième mais j’étais ensuite derrière une Chevrolet et en vitesse de pointe il n’y avait rien à faire… ».
La règle de la grille inversée entraîne l'attribution de la neuvième place au départ de la deuxième course pour Sébastien Loeb. L'Alsacien prend l'ascendant sur plusieurs pilotes dans la ligne droite des stands, dont Tom Chilton et son coéquipier José María López, mais se retrouve tassé dans la chicane et rétrograde en septième position à la sortie de celle-ci, deux rangs derrière l'Argentin. Derrière eux, Yvan Muller perd le contrôle de sa Citroën C-Élysée après avoir mordu l'herbe du bas-côté et vient percuter les deux Lada Granta de Robert Huff et James Thompson, provoquant ainsi un carambolage. Les commissaires déclenchent aussitôt la sortie du Safety Car puis suspendent la course peu de temps après afin de permettre l'évacuation des carcasses de voitures. Muller parvient à rentrer aux stands mais doit se résoudre à l'abandon au vu des dégâts constatés sur son train arrière. L'épreuve reprend son cours quinze minutes plus tard avec un départ lancé à l'issue duquel tous les pilotes de tête parviennent à conserver leur rang. Loeb se fait dépasser au huitième tour par Gianni Morbidelli en pleine ligne droite, l'Italien s'aidant de l'aspiration et de la vitesse de pointe supérieure de sa Chevrolet Cruze, tandis que López entame une remontée depuis la cinquième place qui le conduira jusqu'à la victoire finale. Le nonuple champion du monde des rallyes parviendra à reprendre la septième rang aux dépens de Mehdi Bennani mais buttera sur Morbidelli jusqu'à l'arrivée en dépit de nombreuses tentatives de dépassement. Il quitte le meeting autrichien sans être parvenu à trouver un rythme suffisant et rétrograde à la troisième place du classement mondial derrière Yvan Muller : « J’ai pris un bon départ dans la deuxième course, réussissant à doubler plusieurs autos. Ça bouchonnait à la première chicane, et Yvan a d’ailleurs été pris dans un gros carton. Au restart, je me suis retrouvé septième. Alors que José Maria était derrière des Honda qu’il pouvait piquer en ligne droite, je suivais une Chevrolet impossible à passer en vitesse de pointe. C’est une situation frustrante, mais c’est ainsi. Je suis déçu parce que José Maria prend le large mathématiquement et que la situation ne sera pas facile à inverser. »,.
| Date       | Heure   | Phase            | Temps           | Tours | Écart    | Clas. |
| ---------- | ------- | ---------------- | --------------- | ----- | -------- | ----- |
| 23 mai     | 13 h 15 | Tests            | 1 min 23 s 513  | 14    | +0 s 412 | 6e    |
| 24 mai     | 9 h 00  | Essais Libres 1  | 1 min 23 s 221  | 14    | +0 s 450 | 3e    |
| 24 mai     | 11 h 00 | Essais Libres 2  | 1 min 22 s 421  | 16    | -        | 1er   |
| 24 mai     | 14 h 30 | Qualifications 1 | 1 min 22 s 722  | 7     | +0 s 114 | 3e    |
| 24 mai     | 15 h 12 | Qualifications 2 | 1 min 22 s 371  | 7     | +0 s 286 | 4e    |
| 24 mai     | 15 h 38 | Qualifications 3 | 1 min 22 s 363  | 2     | +0 s 226 | 3e    |
| 25 mai     | 10 h 00 | Course 1         | 21 min 02 s 164 | 15    | +5 s 427 | 4e    |
| 25 mai     | 13 h 45 | Course 2         | 52 min 04 s 656 | 17    | +4 s 758 | 7e    |
| Sources, : |         |                  |                 |       |          |       |

### Lukoil Race of Russia 2014
Le calendrier du WTCC s'enchaîne deux semaines plus tard avec le meeting russe, organisé sur la version Grand Prix 9 du Moscow Raceway. Cette sixième manche de la saison est l'occasion pour l'équipe Citroën Racing d'étendre sa formation à quatre voitures avec l'arrivée du pilote chinois Ma Qing Hua. Les compensations de poids demeurent inchangées pour les C-Élysée avec un lest maximum de 60 kg tandis que les Chevrolet Cruze et Honda Civic, au vu de leurs performances accrues observées lors des deux derniers événements, se voient doter de 20 kg supplémentaires par rapport au minimum réglementaire.
Pour la première fois depuis le début de la saison, aucune session de test n'est prévue le vendredi pour permettre aux pilotes de roder leurs voitures. Sébastien Loeb enregistre le cinquième temps de la première séance d'essais du samedi, à quatre dixièmes de son coéquipier Yvan Muller, auteur de la meilleure marque, et deux dixièmes devant José María López. Le quadruple champion du monde de la discipline domine à nouveau la deuxième séance, Loeb se classant quant à lui dixième à environ une seconde.
Fidèles à leurs habitudes, les pilotes de la marque aux chevrons ne restent que peu de temps en piste lors de la première séance qualificative, rentrant aussitôt aux stands après l'obtention d'un premier tour chronométré afin de préserver leurs pneumatiques. Loeb se classe neuvième à plus d'une seconde de la Honda Civic de Gabriele Tarquini et accède ainsi à la deuxième session. Il y signe le troisième temps juste avant la clôture, à moins de trois dixièmes du chrono de référence établi par López. Pour la première fois de la saison, Yvan Muller échoue sur le fil à intégrer les cinq premiers rangs ouvrant droit à la séance finale déterminant les premières lignes de la grille de départ. Troisième à s'élancer, Loeb enregistre le deuxième temps provisoire devant Tom Chilton, échouant de quatre dixièmes face à Tiago Monteiro. Son chrono sera ensuite successivement battu par Tarquini puis López, l'Argentin signant sa troisième pole position de la saison : « Les essais libres se sont bien passés, malheureusement je me suis un peu manqué lors de la dernière partie des qualifications. J’ai fait une petite erreur dans le premier virage, j’ai voulu la rattraper ensuite en attaquant davantage et j’ai commis à nouveau une faute. Au final, je signe le quatrième temps alors que je pouvais clairement faire mieux. ».
Parti quatrième de la grille lors de la première course, Sébastien Loeb opte pour le milieu de la piste et parvient à conserver son rang avant de prendre le dessus sur Monteiro dans le deuxième virage. L'Alsacien arrive au contact de la deuxième Honda officielle pilotée par Tarquini et porte plusieurs attaques sur l'Italien. Seul aux commandes, José María López signe les meilleurs tours en course et creuse progressivement l'écart sur le reste du peloton. Yvan Muller parvient quant à lui à se hisser en quatrième position, derrière Loeb, après avoir effectué deux dépassements sur Chilton et Monteiro. Le classement de tête demeurera dès lors inchangé jusqu'au drapeau à damiers : « Dans la première course, j’ai pris un départ correct et je suis arrivé à remonter assez rapidement à la troisième place. Malheureusement, j’étais bouchonné par la Honda de Tarquini. J’ai cherché la faille, essayé de lui mettre la pression mais il n’a jamais fait de faute et c’était impossible de passer. ».
Septième au départ de la deuxième course en vertu du système de grille inversée, Loeb gagne plusieurs places en restant une nouvelle fois sur le milieu de la piste avant de se faire bloquer dans son élan par Yvan Muller, victime d'un dérapage juste devant lui lors d'un contact avec Tom Chilton. Les deux coéquipiers repartent respectivement en huitième et neuvième position. Leader du classement mondial et resté immobilisé au moment du coup d'envoi, López est quant à lui contraint à l'abandon dont la cause sera diagnostiquée comme un problème de boîte de vitesses. Pressé par Muller, Loeb sort trop large dans un virage lors du deuxième tour et rétrograde à la onzième place derrière Gianni Morbidelli. Profitant d'une sortie de route de Tom Chilton et d'un passage aux stands imposé au leader Hugo Valente pour ne pas avoir fixé ses roues au moins cinq minutes avant le départ, l'Alsacien remonte de deux rangs puis double Morbidelli en bout de ligne droite après plusieurs tentatives infructueuses. Il accède à la septième place à la suite d'une sortie de piste de Gabriele Tarquini puis comble en deux tours l'écart le séparant de son prédécesseur direct Tom Coronel. En tête de la course, Ma Qing Hua occupe la première position devant Yvan Muller, les deux hommes ayant réussi à prendre le dessus sur Norbert Michelisz. Loeb porte plusieurs attaques sur Coronel mais échoue dans ses tentatives face au pilote hollandais. Il gagne une place supplémentaire à quatre tours de l'arrivée en bénéficiant d'un problème mécanique de Tiago Monteiro et occupe alors l'avant-dernière position d'un peloton resserré emmené par la Honda de Michelisz. Sous pression constante, le pilote hongrois finit par sortir trop large dans un virage et rejoint la piste en coupant la trajectoire devant Loeb. L'Alsacien parvient finalement à le dépasser sur la ligne d'arrivée, durant la phase d'accélération en sortie de la dernière courbe, et s'empare de la cinquième place du classement final : « La seconde manche a été plus compliquée. Je suis parti septième sur la grille et je me suis bien élancé. Je suis arrivé à grappiller quelques rangs avec Yvan derrière moi. J’ai bloqué mes roues en bout de ligne droite, je suis sorti un peu large et j’ai sali mes pneus. Yvan et deux Chevrolet m’ont passé en quelques instants, mais je me suis battu pour revenir dans le Top 5 et c’est finalement à la cinquième place que je termine. ». Vainqueur de la course, son nouveau coéquipier Ma Qing Hua marque l'Histoire en devenant le premier pilote chinois à remporter une manche d'un championnat du monde sanctionné par la FIA,.
| Date       | Heure   | Phase            | Temps           | Tours | Écart     | Clas. |
| ---------- | ------- | ---------------- | --------------- | ----- | --------- | ----- |
| 7 juin     | 9 h 00  | Essais Libres 1  | 1 min 40 s 306  | 14    | +0 s 408  | 5e    |
| 7 juin     | 11 h 00 | Essais Libres 2  | 1 min 40 s 470  | 13    | +0 s 965  | 10e   |
| 7 juin     | 14 h 30 | Qualifications 1 | 1 min 40 s 118  | 6     | +1 s 364  | 9e    |
| 7 juin     | 14 h 55 | Qualifications 2 | 1 min 39 s 111  | 5     | +0 s 279  | 3e    |
| 7 juin     | 15 h 12 | Qualifications 3 | 1 min 39 s 580  | 3     | +0 s 929  | 4e    |
| 8 juin     | 13 h 15 | Course 1         | 27 min 08 s 545 | 16    | +3 s 425  | 3e    |
| 8 juin     | 14 h 25 | Course 2         | 27 min 26 s 035 | 16    | +14 s 725 | 5e    |
| Sources, : |         |                  |                 |       |           |       |

### Race of Belgium 2014
Disputé en préambule d'une pause estivale de plus d'un mois, le meeting de Belgique marque l'entame de la deuxième partie de la saison ainsi que le retour du championnat WTCC sur le circuit de Spa-Francorchamps, absent du calendrier depuis 2005. Les valeurs des lests de compensation du poids des voitures restent quant à elles inchangées par rapport à la manche précédente.
Sur un tracé qu'il découvre, Sébastien Loeb signe le quatrième temps de la séance de test du vendredi, à un peu plus d'une seconde de son coéquipier José María López. L'Argentin poursuit sa domination lors des deux séances d'essais du samedi en établissant à nouveau le chrono de référence. Loeb se classe quant à lui quatrième de la première puis chute à la huitième place lors de la suivante, enregistrant un écart de près de deux secondes sur les meilleurs en raison d'un déficit de performance ressenti dans le premier secteur du tracé où se situe notamment le célèbre Raidillon de l'Eau Rouge,.
En concertation avec ses ingénieurs, l'Alsacien parvient à trouver des solutions lui permettant de combler en partie son manque de rythme à l'approche des qualifications. Il signe le troisième temps de la première séance derrière ses deux coéquipiers pour son premier tour chronométré et rejoint immédiatement les stands. Il conserve son rang lors de la deuxième session, à six dixièmes de la meilleure marque de López, et accède ainsi une nouvelle fois à l'ultime séance permettant de départager les cinq premières places de la grille. Troisième à s'élancer, il enregistre le meilleur temps provisoire devant Hugo Valente et Gabriele Tarquini avant de se faire devancer par Yvan Muller pour un peu plus d'un dixième. José María López ne parvient pas à améliorer le chrono des deux Alsaciens et achève sa tentative en troisième position : « J’ai fait une bonne qualification et il ne m’a pas manqué beaucoup pour signer la pole, cent-quarante-six millièmes en fait. Je me sentais bien sur la totalité du circuit hormis dans le Raidillon où j’avais un durcissement brutal à la compression. »,.
Deuxième sur la grille de départ de la première course, le champion du monde des rallyes réussit sa prise d'élan et se déporte instantanément vers l'intérieur de la piste pour bloquer un éventuel débordement de López. Il parvient à conserver sa position entre ses deux coéquipiers à l'issue du premier virage mais subit plusieurs attaques de l'Argentin en sortie du Raidillon. Les trois hommes creusent progressivement l'écart sur les autres concurrents, Muller s'échappant progressivement en tête à compter du troisième tour. Les offensives de López sur Loeb gagnent en intensité et finissent par aboutir à l'entame du quatrième tour. L'Argentin parvient à réaliser l'intérieur sur un freinage pour passer devant l'Alsacien avant que ce dernier ne reprenne sa position dans le virage suivant. C'est finalement dans le dernier tour que Loeb se fait surprendre par l'extérieur en bout de ligne droite et rétrograde définitivement sur la troisième marche du podium : « Dans la première course, j’ai eu une belle bataille avec Pechito López. J’ai longtemps résisté mais il a réussi à passer dans le dernier tour. J’avais toujours ce problème dans le Raidillon et il sortait 15 km/h plus vite, donc ce n’était pas évident. ».
Neuvième au départ de la deuxième course, le Français garde sa ligne et opte pour l'intérieur du premier virage. Il parvient à passer devant ses deux coéquipiers avant de se faire tasser à l'approche du Raidillon dans lequel il abandonne plusieurs positions. Dixième à la fin du premier tour, il double Mehdi Bennani en ligne droite pour le gain de la neuvième place puis porte plusieurs attaques sur Hugo Valente en frôlant de nombreuses fois la sortie de piste. Loeb prend finalement le dessus sur son compatriote lors du quatrième tour en réalisant l'intérieur puis récupère une place supplémentaire à la suite d'un écart de trajectoire de Gabriele Tarquini. Revenu au contact de Norbert Michelisz deux tours plus tard, il dépasse le pilote hongrois sur un freinage puis accède dans la foulée à la cinquième place en débordant Gianni Morbidelli. À deux tours de la fin, l'Alsacien part en chasse de Tiago Monteiro et réduit l'écart le séparant du Portugais à moins d'une seconde au moment d'aborder la dernière boucle. Malgré plusieurs attaques portées sur la Honda Civic de son adversaire, il échoue d'un dixième sur la ligne d'arrivée : « La deuxième course est l’illustration de ma première partie de saison. Je manque peut-être d’agressivité et, tant Yvan Muller que Pechito parviennent à gagner une ou deux places de plus que moi au départ. C’est ce qui fait la différence au final car je me retrouve bloqué quelques tours et il est trop tard ensuite pour revenir. »,.
| Date       | Heure   | Phase            | Temps           | Tours | Écart    | Clas. |
| ---------- | ------- | ---------------- | --------------- | ----- | -------- | ----- |
| 20 juin    | 12 h 30 | Tests            | 2 min 25 s 794  | 11    | +1 s 220 | 4e    |
| 21 juin    | 9 h 00  | Essais Libres 1  | 2 min 25 s 698  | 11    | +1 s 348 | 4e    |
| 21 juin    | 12 h 30 | Essais Libres 2  | 2 min 26 s 465  | 11    | +1 s 904 | 8e    |
| 21 juin    | 15 h 00 | Qualifications 1 | 2 min 24 s 331  | 5     | +0 s 451 | 3e    |
| 21 juin    | 15 h 25 | Qualifications 2 | 2 min 23 s 867  | 3     | +0 s 663 | 3e    |
| 21 juin    | 15 h 40 | Qualifications 3 | 2 min 23 s 643  | 3     | +0 s 146 | 2e    |
| 22 juin    | 12 h 45 | Course 1         | 22 min 13 s 682 | 9     | +4 s 318 | 3e    |
| 22 juin    | 14 h 00 | Course 2         | 22 min 25 s 705 | 9     | +9 s 060 | 5e    |
| Sources, : |         |                  |                 |       |          |       |

### Race of Argentina 2014
Après une pause estivale de six semaines, le championnat WTCC met le cap vers le continent sud-américain dans le cadre du meeting argentin, disputé sur l'Autódromo Termas de Río Hondo. L'équipe Citroën continue d'écoper d'un lest de poids maximal sur leurs voitures, l'écart tendant quant à lui à se réduire face aux Chevrolet Cruze.
Sébastien Loeb signe le quatrième temps de la séance de test du vendredi, à environ quatre dixièmes de ses deux coéquipiers, avant d'accrocher la deuxième place des premiers essais libres du samedi, moins de trois dixièmes derrière José María López évoluant à domicile. Yvan Muller signe la meilleure marque de la dernière session, Loeb se classant à nouveau en quatrième position avec un écart de quinze centièmes : « Je me suis très vite senti à l’aise sur ce tracé assez sympa et cela s’est confirmé lors des tests avec un bon chrono. J’étais rapide d’entrée de jeu, ce qui est toujours positif. ».
Quelques heures plus tard, le nonuple champion du monde enregistre le quatrième temps provisoire de la première session qualificative en un unique tour chronométré avant de chuter progressivement jusqu'au huitième rang après que les Honda Civic aient amélioré leurs chronos respectifs en fin de séance. Il établit la meilleure marque durant la majeure partie de la session suivante, devant Muller, mais se voit finalement devancer sur le fil par López à deux minutes de la clôture. Avant-dernier à s'élancer lors de l'ultime séance, il commet deux erreurs dans les deux derniers secteurs et achève son tour à un dixième de Muller. Il hérite de la troisième place définitive après le passage de López qui s'adjuge la pole devant les deux Alsaciens : « Nous avons identifié le problème de direction assistée rencontré à Spa et c’était donc parfaitement résolu pour la séance qualificative. J’avais de bons espoirs et cela s’est confirmé en Q1 et Q2. En Q3, je fais deux petites erreurs, dont une dans le dernier virage où je ré-accélère trop tôt. Avec le recul, je pense que j’avais une voiture un peu trop fine, performante mais délicate à piloter. J’aurais pu être en première ligne, mais Pechito était très difficile à battre pour la pole. ».
Troisième sur la grille de départ de la première course, Sébastien Loeb se retrouve débordé par les deux Honda Civic de Norbert Michelisz et Tiago Monteiro, plus performantes lors des phases d'accélération. Il repasse le Portugais avant la fin du premier tour, lui permettant de se hisser en quatrième position, puis revient au contact de son coéquipier Yvan Muller. Les deux Français échouent à trouver l'ouverture face à Michelisz tandis que José María López, seul en tête, s'échappe progressivement. Le classement restera dès lors inchangé jusqu'au drapeau à damiers : « Dans la première course, les Honda sont très bien parties et cela nous a bien compliqué la tâche. Michelisz passe devant Yvan Muller et moi avant le premier virage ; le niveau de performance était très proche et nous n’avons ensuite jamais eu l’opportunité de le doubler. Je ne peux pas dire que cette course me laisse beaucoup de regrets. Elle a en revanche mis en exergue quelques détails qui vont me permettre de progresser. Je sais que nous aurions pu mieux gérer les pressions de pneus sur ma voiture par exemple. Cela fait partie de l’expérience. ».
Huitième à s'élancer lors de la deuxième course, Loeb prend un départ en demi-teinte et se fait surpasser par Muller dans la ligne droite. Tentant de prendre l'extérieur sur son compatriote dans le premier virage, ce dernier ferme brusquement la porte et l'accule dans l'herbe du bas-côté de la piste. Profitant de la manœuvre, López dépasse ses deux coéquipiers et entame une remontée qui le conduira à une deuxième victoire sur le meeting argentin. Rétrogradé en dixième position au moment d'aborder le deuxième tour, Loeb parvient à prendre consécutivement le dessus sur Hugo Valente, Norbert Michelisz puis Mehdi Bennani pour le gain de la septième place. Il parviendra à se hisser en sixième position aux deux tiers de l'épreuve en prenant l'intérieur sur la Chevrolet Cruze de Tom Chilton mais endommagera ce faisant l'arrière de sa voiture. Affichant un déficit de performance à compter de cet incident, il parviendra à conserver son rang et franchira la ligne d'arrivée à moins d'une seconde de Tiago Monteiro : « Ma procédure de départ n’a pas fonctionné et je me suis donc élancé en mode « manuel ». Cela explique mon envol relativement moyen. C’était assez animé dans le peloton et j’ai opté pour l’extérieur. C’était un peu chaud avec Yvan mais je pense que je m’en suis bien sorti dans les tours suivants. Je voulais être plus agressif et je l’ai été, que ce soit avec Michelisz ou Chilton. J’ai fait quelques bons dépassements et j’ai senti plus d’aisance dans la meute. Finalement, je termine sixième. Le résultat brut n’est pas extraordinaire mais dans le déroulement c’est positif. »,.
| Date       | Heure   | Phase            | Temps           | Tours | Écart    | Clas. |
| ---------- | ------- | ---------------- | --------------- | ----- | -------- | ----- |
| 1er aoû    | 12 h 00 | Tests            | 1 min 44 s 641  | 13    | +0 s 387 | 4e    |
| 2 aoû      | 8 h 45  | Essais Libres 1  | 1 min 44 s 149  | 13    | +0 s 260 | 2e    |
| 2 aoû      | 11 h 00 | Essais Libres 2  | 1 min 44 s 364  | 13    | +0 s 150 | 4e    |
| 2 aoû      | 15 h 00 | Qualifications 1 | 1 min 45 s 216  | 6     | +0 s 520 | 8e    |
| 2 aoû      | 15 h 25 | Qualifications 2 | 1 min 44 s 128  | 3     | +0 s 315 | 2e    |
| 2 aoû      | 15 h 43 | Qualifications 3 | 1 min 44 s 310  | 3     | +0 s 544 | 3e    |
| 3 aoû      | 14 h 15 | Course 1         | 23 min 17 s 787 | 13    | +7 s 613 | 4e    |
| 3 aoû      | 15 h 25 | Course 2         | 23 min 23 s 239 | 13    | +6 s 523 | 6e    |
| Sources, : |         |                  |                 |       |          |       |

### Race of China – Beijing 2014
Deux mois après le meeting argentin, la saison 2014 du Championnat du monde des voitures de tourisme entame sa dernière ligne droite avec quatre manches localisées sur le continent asiatique. La première d'entre elles, basée sur le court et sinueux Goldenport Park Circuit de Pékin, fut ajoutée en catimini après l'annulation de l'épreuve prévue sur le Sonoma Raceway en Californie pour des raisons logistiques.
Sébastien Loeb enregistre le cinquième temps de la séance de test, organisée pour la première fois le samedi matin, à neuf dixièmes de la meilleure marque de la Honda Civic de Tiago Monteiro. Le Portugais récidive dans les essais libres organisés l'après-midi avant d'être destitué de son meilleur temps de la deuxième session au profit de Ma Qing Hua pour l'avoir enregistré sous drapeau rouge. Loeb y signe quant à lui respectivement les sixième et cinquième temps : « À Pékin, les essais ont bien débuté sur une piste qui évoluait pas mal, avec d’abord de la pluie puis un revêtement séchant. Comme souvent, j’étais le plus rapide dans le rythme, surement mon passé de rallyman face aux pilotes circuit. J’arrive à m’adapter plus vite, alors que les spécialistes s’expriment davantage quand il faut peaufiner. Quoi qu’il en soit, si cela ne s’est pas concrétisé par un temps, j’étais régulièrement parmi les plus performants et c’était donc encourageant. »,,.
Les qualifications débutent le dimanche matin, quelques heures seulement avant le coup d'envoi de la première course. L'Alsacien inscrit le quatrième temps général de la première séance, à moins d'un dixième du chrono de référence établi une nouvelle fois par la Honda officielle de Monteiro, avant de devoir se contenter de la septième place au terme de la deuxième session, environ huit dixièmes derrière la meilleure marque de son coéquipier José María López, échouant ainsi pour la première fois de la saison à accéder à la séance finale, rémunératrice en nombre de points : « Les qualifications ont été décalées au dimanche et c’est seulement à ce moment-là que nous avons roulé sur le sec. Mon chrono en Q1 a été correct. En revanche, je n’ai pas réussi à faire un tour parfait en Q2 et, de par les écarts réduits sur ce circuit, j’ai dû me contenter de la septième place. D’une manière générale, nos Citroën n’étaient pas devant et c’était surement la première fois de l’année. Cela s’explique en partie par la configuration du circuit, certainement le lest, et le fait que nous ayons développé l’auto pour des tracés moins atypiques que celui-ci. ».
Septième sur la grille de la première course, il opte pour l'extérieur au moment d'aborder le premier virage et dépasse coup sur coup Gianni Morbidelli puis Norbert Michelisz. Désormais cinquième, il se porte au contact de López et entreprend quelques tentatives de débordement avant qu'un accrochage entre René Münnich et Dušan Borković survenu au troisième tour ne précipite la sortie du Safety Car. Faisant face à des difficultés pour maintenir ses pneus en température, Loeb perd le rythme lors de la fin de la neutralisation et cède rapidement les positions gagnées contre Morbidelli et Michelisz. Il remonte à la sixième place en profitant de l'abandon de Gabriele Tarquini, victime d'un problème mécanique, puis se classe finalement cinquième du général après être parvenu à prendre le dessus sur Michelisz à un tour de l'arrivée : « Dans la Course 1, j’ai d’abord gagné deux positions avant l’entrée du Safety Car. Malheureusement, au restart mes pneus ne fonctionnaient plus du tout de la même façon et j’ai perdu ces deux positions. Je n’ai pas lâché et je suis parvenu à retrouver le Top 5. ».
Quatrième au départ de la deuxième course en vertu de la règle de la grille inversée, l'Alsacien prend à nouveau l'extérieur du premier virage et accède au podium provisoire en venant à bout du Britannique James Thompson évoluant sur Lada Granta. Il poursuit sur un rythme offensif en portant plusieurs attaques sur Tom Coronel, son prédécesseur direct, mais sans parvenir à trouver l'ouverture. L'écart entre les deux hommes restera sous la seconde avant que Loeb ne commette une faute de pilotage le faisant sortir trop large dans un virage du dernier tour. Désormais sous la menace de son coéquipier José María López, il parviendra à conserver sa place sur le podium en franchissant la ligne d'arrivée trois centièmes de seconde devant l'Argentin : « Lors de la manche suivante, je partais de la deuxième ligne et je me suis rapidement emparé du troisième rang. J’étais plus rapide que Tom Coronel mais je n’ai pas trouvé l’ouverture. Et comme je suis longtemps resté derrière lui, j’ai eu pas mal de sous-virage et j’ai un peu trop usé mes pneus. Pechito Lopez est revenu sur moi, nous avons fini côte à côte mais j’ai gardé ce podium ! »,.
| Date       | Heure   | Phase            | Temps           | Tours        | Écart        | Clas.        |
| ---------- | ------- | ---------------- | --------------- | ------------ | ------------ | ------------ |
| 4 oct      | 8 h 20  | Tests            | 1 min 18 s 455  | 17           | +0 s 905     | 5e           |
| 4 oct      | 12 h 20 | Essais Libres 1  | 1 min 07 s 269  | 15           | +0 s 648     | 6e           |
| 4 oct      | 17 h 20 | Essais Libres 2  | 1 min 06 s 320  | 18           | +0 s 193     | 5e           |
| 5 oct      | 8 h 30  | Qualifications 1 | 1 min 04 s 972  | 10           | +0 s 088     | 4e           |
| 5 oct      | 8 h 55  | Qualifications 2 | 1 min 04 s 872  | 7            | +0 s 791     | 7e           |
| 5 oct      | 9 h 10  | Qualifications 3 | Non qualifié    | Non qualifié | Non qualifié | Non qualifié |
| 5 oct      | 14 h 50 | Course 1         | 35 min 59 s 345 | 28           | +14 s 455    | 5e           |
| 5 oct      | 15 h 50 | Course 2         | 28 min 55 s 574 | 26           | +3 s 072     | 3e           |
| Sources, : |         |                  |                 |              |              |              |

### Race of China – Shanghai 2014

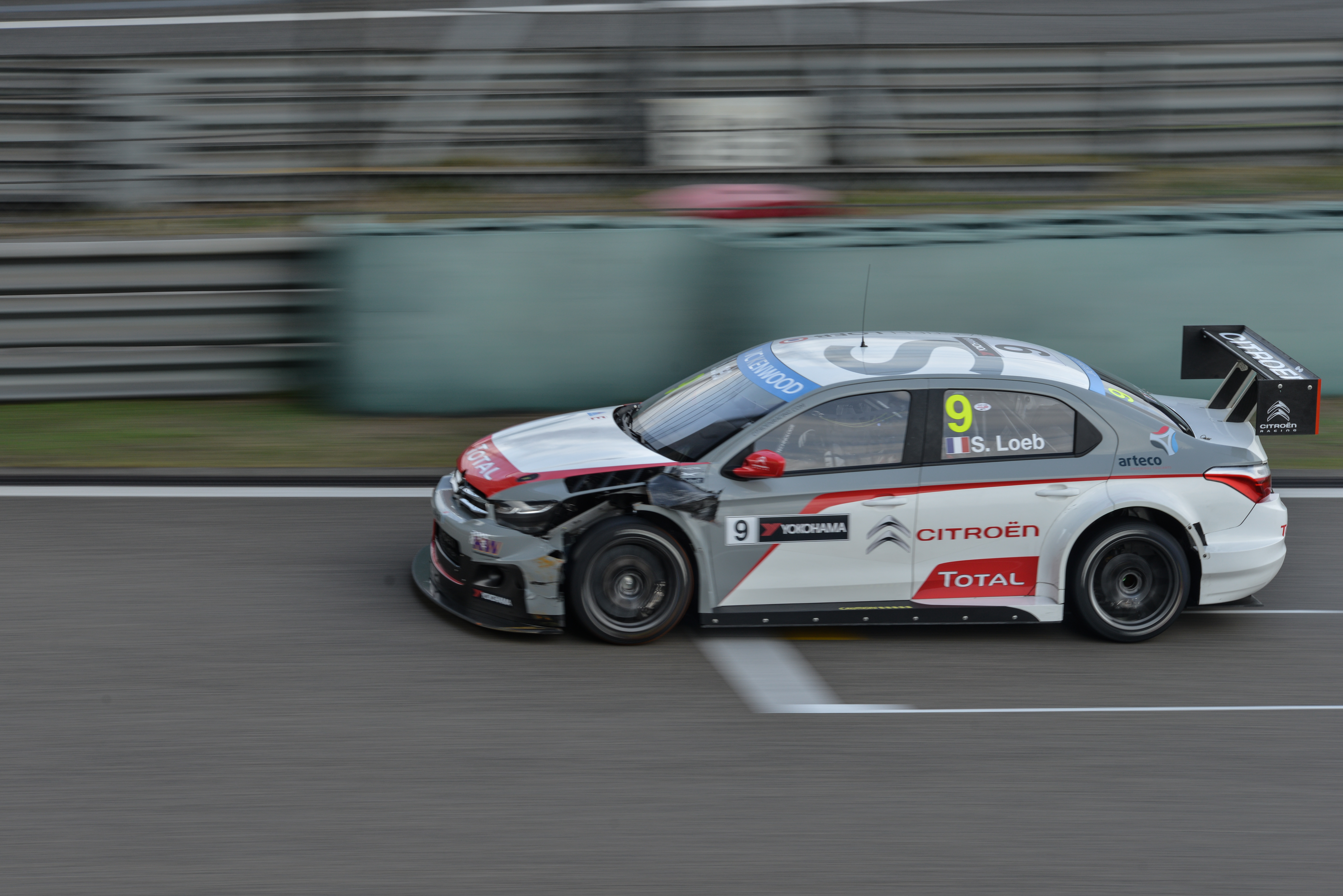
Victime d'un accrochage avec Yvan Muller lors de la deuxième course de Shanghai, Sébastien Loeb terminera hors des points pour la première fois de la saison.

La deuxième manche chinoise du calendrier mondial se déroule une semaine plus tard sur le circuit international de Shanghai, reconnu pour héberger le Grand Prix national du championnat de Formule 1. Les Citroën C-Élysée continuent de se voir attribuer le maximum de lest autorisé dans le système de compensation de poids, l'écart avec les Chevrolet Cruze tendant à se réduire en raison des bons résultats enregistrés à Pékin par les voitures de la marque américaine.
Sébastien Loeb inscrit le quatrième temps de la séance de test du vendredi, cinq dixièmes derrière son coéquipier José María López. Sixième, à sept dixièmes d'Yvan Muller, de la première séance des essais libres organisés le samedi matin, il parvient à se hisser au troisième rang de la deuxième session à cinq dixièmes de la meilleure marque établie par son troisième coéquipier et pilote local Ma Qing Hua,.
La marque aux chevrons domine les qualifications débutant quelques heures plus tard en réalisant le quadruplé lors des deux premières séances. Loeb y enregistre dans chacune d'elles le quatrième temps, à respectivement cinq dixièmes de Ma et trois dixièmes de Muller, suffisant pour accéder à l'ultime session décidant de l'ordre des premières lignes de la grille de départ. Lors de son unique tour lancé, il heurte une pile de pneus, commet deux erreurs en fin de parcours et doit se contenter de la cinquième place finale, à plus d'une seconde du temps de la pole position établi par López : « Les essais libres avaient plutôt bien débuté sur ce circuit bien différent de Pékin. J’arrive toujours à être rapidement dans le coup. J’ai en revanche eu plus de mal à concrétiser lors des qualifications. Je me suis hissé en Q3 malgré un petit problème en Q2 qui aurait pu me coûter cher puisque je n’ai pas pu repartir pour un deuxième run. Lors de mon ultime tour lancé, j’ai commis plusieurs petites erreurs qui m’ont privé d’une meilleure place sur la grille. J’ai touché une pile de pneus qui a endommagé la carrosserie, mais ce n’est pas ça qui m’a fait perdre le plus de temps. C’est surtout dans le dernier virage que je me suis manqué. C’est dommage car mes temps en Q1 étaient intéressants, les réglages pas mal et les sensations plutôt bonnes. ».
Auteur d'un mauvais départ lors du coup d'envoi de la première course, l'Alsacien se fait dépasser par les deux Honda officielles de Tiago Monteiro et Gabriele Tarquini, réputées plus performantes lors des phases d'accélération. Désormais septième, il reprend la position abandonnée au Portugais en réalisant l'extérieur au bout de la longue ligne droite, puis récidive deux tours plus tard sur l'ancien champion du monde italien lors du passage devant les stands. Après plusieurs tentatives, il parvient à prendre le dessus sur Norbert Michelisz au sixième tour et accède ainsi à la quatrième place. Enchaînant les meilleurs temps de la seconde moitié de la course, il entame dès lors une remontée sur ses trois coéquipiers. Il franchira la ligne d'arrivée à moins de quatre dixièmes de la voiture d'Yvan Muller en partant d'un retard initial de plus de cinq secondes. Ce quadruplé des C-Élysée permet à Citroën de décrocher le titre Constructeurs pour sa saison inaugurale dans la discipline : « Je n’ai pas réussi un bon envol, ce qui forcément n’aide pas. J’ai rencontré un léger souci avec la procédure de départ et j’ai perdu deux ou trois positions. Je suis parvenu à reprendre ces places, puis à remonter quatrième. J’ai fait quelques beaux dépassements, j’ai été agressif et j’étais alors le plus rapide en piste. Malheureusement, j’avais perdu trop de temps durant les premiers tours : je suis revenu sur Yvan Muller, mais il était trop tard pour envisager une tentative. »,.
Sixième sur la grille de la deuxième course, Sébastien Loeb n'est cependant précédé que de quatre concurrents, Tom Chilton ayant été contraint de s'élancer depuis les stands en raison d'un retard dû à un problème technique. Il parvient à conserver son rang lors du départ mais subit rapidement la pression d'Yvan Muller, revenu à sa hauteur. C'est au bout de la longue ligne droite, après s'être fait enfermer par Hugo Valente lors d'une tentative de dépassement, que son compatriote alsacien finit par prendre le dessus. La situation inverse se produit au même endroit lors du tour suivant, Loeb passant cette fois-ci à l'offensive. Tentant de prendre l'intérieur, il percute latéralement le quadruple champion du monde de la discipline à la corde, ce dernier ayant brutalement refermé la porte. L'aile avant gauche de sa voiture est détruite sous le choc tandis que Muller est contraint à l'abandon, essieu arrière droit plié. Subissant désormais une perte d'aérodynamisme consécutivement aux dégâts reçus, il perd peu à peu le rythme et se retrouve pris en chasse par López qui finira par prendre le dessus au cinquième tour. L'abandon de Gabriele Tarquini sur problème mécanique lui permet de gravir une place puis un dépassement mené avec succès sur Valente lui ouvre la voie de la quatrième position qu'il conservera jusqu'à l'arrivée. Quelques heures plus tard, jugé responsable de l'incident avec Yvan Muller, il écope d'une pénalité de trente secondes le rétrogradant de fait à la douzième place : « Après un bon départ, je me suis retrouvé derrière la Chevrolet d’Hugo Valente. Le problème est que cette voiture possède une bonne Vmax avec une bonne puissance moteur. Je le suivais de prêt, Yvan est revenu sur nous et il en a profité pour me doubler quand j’ai essayé d’attaquer Valente. J’espérais faire de même un peu après : Valente était à l’intérieur, Yvan à l’extérieur et je voulais le piquer au freinage, mais j’ai été un peu optimiste et quand il s’est rabattu il était trop tard. J’étais debout sur les freins, mais je n’ai pu l’éviter. J’en suis sincèrement désolé. J’ai pu dépasser Valente ensuite, mais ma course était compromise. D'une part parce que ma voiture avait quelques dégâts au niveau de l’aile avant gauche, et que j’avais par conséquent des vibrations, d’autres part parce que j’allais écoper d’une pénalité logique après la fin de la manche. »,.
| Date                                                                                                   | Heure   | Phase            | Temps           | Tours | Écart     | Clas. |
| --- | ------- | ---------------- | --------------- | ----- | --------- | ----- |
| 10 oct                                                                                                 | 10 h 45 | Tests            | 1 min 50 s 901  | 12    | +0 s 505  | 4e    |
| 11 oct                                                                                                 | 8 h 10  | Essais Libres 1  | 1 min 51 s 771  | 13    | +0 s 711  | 6e    |
| 11 oct                                                                                                 | 10 h 40 | Essais Libres 2  | 1 min 51 s 541  | 14    | +0 s 509  | 3e    |
| 11 oct                                                                                                 | 13 h 30 | Qualifications 1 | 1 min 49 s 875  | 6     | +0 s 562  | 4e    |
| 11 oct                                                                                                 | 14 h 00 | Qualifications 2 | 1 min 49 s 579  | 3     | +0 s 280  | 4e    |
| 11 oct                                                                                                 | 14 h 17 | Qualifications 3 | 1 min 49 s 830  | 3     | +1 s 048  | 5e    |
| 12 oct                                                                                                 | 15 h 00 | Course 1         | 26 min 21 s 272 | 14    | +6 s 175  | 4e    |
| 12 oct                                                                                                 | 16 h 10 | Course 2 †       | 27 min 03 s 120 | 14    | +41 s 238 | 12e   |
| |         |                  |                 |       |           |       |
| Légende : † — Sébastien Loeb écopa de trente secondes de pénalité pour un accrochage avec Yvan Muller. |         |                  |                 |       |           |       |
| Sources, :                                                                                             |         |                  |                 |       |           |       |

### JVC Kenwood Race of Japan 2014
Avant-dernière épreuve de la saison, le meeting du Japon organisé sur le circuit de Suzuka revêt un intérêt particulier en ce sens que les chances de voir couronner José María López nouveau champion du monde deviennent mathématiquement significatives.
L'Argentin signe le meilleur temps de la séance de test du vendredi, huit dixièmes devant Sébastien Loeb, finalement second après avoir dominé la majeure partie de la session. Le lendemain matin, l'Alsacien se classe sixième de la première séance des essais libres, à plus d'une seconde de la meilleure marque établie par son coéquipier Yvan Muller qui récidive dans la suivante, Loeb pointant cette fois-ci en troisième position à moins de quatre dixièmes,.
Les Citroën C-Élysée poursuivent leur domination lors des qualifications. Le nonuple champion du monde des rallyes se classe quatrième de la première séance, à environ sept dixièmes de ses deux coéquipiers, avant de réduire l'écart à moins de trois dixièmes dans la session suivante pour atteindre la troisième place et accéder ainsi à la Q3. Après avoir signé le meilleur temps intermédiaire dans le premier secteur, il commet une faute par un freinage trop tardif dans la dernière chicane qui lui coûtera environ un dixième et la pole position : « J’étais compétitif et le résultat final des qualifications le montre, avec le troisième chrono à seulement quinze centièmes. Cela étant, je pense que je pouvais faire mieux. Tout d’abord parce que le passage de Q2 à Q3 n’a pas été simple. Je suis sorti de la trajectoire dans un de mes premiers tours lancés pour éviter une autre voiture et j’ai détérioré mes pneus. Je suis immédiatement rentré aux stands, mais le temps était compté et j’ai pu passer en Q3 de justesse. J’ai fait un tour plutôt bon, avec seulement une petite faute à la dernière chicane. Je perds au moins un dixième et je pense que c’est ce qui me prive de la pole. »,.
Troisième sur la grille, Loeb prend un mauvais départ lors de la première course et ne passe le premier virage qu'en cinquième position, débordé par les Chevrolet Cruze de Hugo Valente et Tom Chilton. Malgré plusieurs attaques portées sur le Britannique, le tracé de Suzuka l'empêche de trouver l'ouverture. Victime d'une crevaison lente, Yvan Muller est finalement contraint à l'abandon dans le septième tour alors qu'il luttait pour la victoire face à José María López. Désormais quatrième, Loeb accède à la dernière marche du podium dans les derniers kilomètres, profitant d'une erreur de freinage de Valente : « J’ai failli partir avant l’extinction des feux après avoir enclenché la procédure de départ. Si je n’ai pas volé le départ, j’ai raté mon envol et j’ai perdu deux ou trois positions. Sur une piste où il est difficile de dépasser, ce n’était pas le meilleur moyen de commencer. J’ai dû cravacher pour revenir. Après la crevaison d’Yvan Muller, j’ai gagné un rang, puis j’en ai récupéré un autre en attaquant. Je termine ainsi troisième. Je suis toujours content d’être sur le podium mais il y avait un petit goût d’inachevé parce que j’aurais pu être au moins sur la deuxième marche. ». La course est quant à elle remportée par López qui s'assure ainsi du titre,.
Huitième au départ de la deuxième course, l'Alsacien parvient à prendre le dessus sur deux concurrents avant de se faire déborder par Muller au premier virage. Un contact survenu quelques tours plus tard entre son coéquipier et Hugo Valente lui permet d'atteindre succinctement la sixième place avant que López ne profite de l'incident pour lui forcer le passage. L'absence d'ouvertures occasionnée par l'étroitesse du circuit de Suzuka figeront alors les positions jusqu'à l'arrivée, Loeb pointant à la septième place du classement final : « Avec le système de grille inversée, la deuxième course s’annonçait mouvementée. Mon départ a été correct, celui d’Yvan un peu meilleur certainement et il a pu me passer. J’étais ensuite dans son pare-chocs, moi-même suivi de près par Pechito López. Nous étions très proches et j’ai guetté une possible erreur d’Yvan. Il a percuté un autre concurrent et en fait, en évitant cette auto, j’ai perdu un peu de vitesse. Pechito en a profité pour revenir et, après un contact alors que j’étais en plein appui, il a trouvé l’ouverture. »,.
| Date       | Heure   | Phase            | Temps           | Tours | Écart    | Clas. |
| ---------- | ------- | ---------------- | --------------- | ----- | -------- | ----- |
| 24 oct     | 13 h 30 | Tests            | 2 min 07 s 778  | 13    | +0 s 791 | 2e    |
| 25 oct     | 9 h 20  | Essais Libres 1  | 2 min 09 s 275  | 11    | +1 s 209 | 6e    |
| 25 oct     | 11 h 20 | Essais Libres 2  | 2 min 08 s 311  | 11    | +0 s 358 | 3e    |
| 25 oct     | 15 h 30 | Qualifications 1 | 2 min 06 s 854  | 7     | +0 s 739 | 4e    |
| 25 oct     | 15 h 56 | Qualifications 2 | 2 min 05 s 761  | 4     | +0 s 249 | 3e    |
| 25 oct     | 16 h 12 | Qualifications 3 | 2 min 05 s 590  | 3     | +0 s 151 | 3e    |
| 26 oct     | 14 h 30 | Course 1         | 24 min 04 s 046 | 11    | +9 s 693 | 3e    |
| 26 oct     | 15 h 40 | Course 2         | 24 min 02 s 448 | 11    | +6 s 665 | 7e    |
| Sources, : |         |                  |                 |       |          |       |

### Race of Macau 2014
Le championnat WTCC s'achève par la finale traditionnelle disputée sur le circuit de Guia à Macao, l'un des rares que Sébastien Loeb put précédemment expérimenter en compétition l'an passé, lors de l'ultime manche de la Porsche Carrera Cup Asia.
Le Français enregistre le cinquième temps de la séance de test organisée le jeudi, à près de deux secondes de la Honda Civic de Norbert Michelisz, puis se classe sixième de la première session des essais libres quelques heures plus tard, affichant un déficit toujours supérieur à la seconde sur la meilleure marque signée par Gabriele Tarquini. Peu satisfait du comportement de sa voiture, il accroche la cinquième place finale de la deuxième séance disputée le lendemain, à plus d'une seconde de son coéquipier José María López : « Je dois dire que les séances d’essais libres n’ont pas vraiment été à la hauteur de mes espérances. J’avais une voiture assez difficile et je n’étais pas super satisfait des réglages. Mais nous avons bien travaillé, nous avons progressé à chaque roulage et nous avons tout remis à plat pour les qualifications. ».
Après une modification significative des réglages de sa C-Élysée, Loeb éprouve de meilleures sensations de conduite et enregistre le deuxième temps des deux premières séances qualificatives, respectivement un dixième derrière Michelisz et deux dixièmes derrière López, accédant ainsi à l'ultime session rémunératrice de points. Deuxième à s'élancer, il signe le meilleur chrono provisoire, deux dixièmes devant son coéquipier Yvan Muller, avant de s'incliner pour un écart similaire devant le nouveau champion du monde argentin : « Au final, l’auto que j’avais pour les qualifs me plaisait vraiment ! J’ai même tenté un frein à main à l’épingle, mais cela ne fonctionnait pas à tous les coups. Avec ces réglages, j’ai pu attaquer et je suis passé en Q3. Mon ultime tour était plutôt bon, hormis une petite faute dans le dernier virage, mais je pense que Pechito López en a fait une similaire. La pole ne s’est pas jouée à grand-chose et j’étais plutôt content d’être en première ligne. ».
Deuxième sur la grille de la première course, l'Alsacien prend un bon départ mais se fait déborder par Norbert Michelisz dont la Honda Civic est réputée être la référence dans les phases d'accélération. Passé la ligne droite des stands, le pilote hongrois fait alors bouchon face à Loeb et favorise ainsi l'échappée de José María López. Au troisième tour, le Français tente de prendre l'intérieur sur son adversaire mais, trop optimiste sur son point de freinage, se retrouve contraint de sortir large et abandonne plusieurs positions dans la manœuvre. Désormais sixième du général, derrière Muller, il ne parviendra pas à remonter dans le classement qui, sur un tracé où les dépassements sont réputés difficiles, restera figé jusqu'à l'arrivée : « J’ai pris un bon départ dans la Course 1 mais j’ai peut-être été un peu trop chaud. Tout d’abord en étant à l’extérieur de Pechito, puis en essayant de faire le freinage à Michelisz. J’ai perdu quelques places dans l’opération et on sait qu’il est difficile de doubler à Macao. Je me suis retrouvé derrière Yvan Muller et nous n’avons pas réussi à remonter dans la hiérarchie. ».
Neuvième à s'élancer lors de la deuxième course, Loeb prend un élan satisfaisant avant de se faire tasser à l'intérieur du premier virage. Débordé par ses deux coéquipiers, il rétrograde à la onzième place avant d'entamer une remontée à compter du troisième tour. Sur un circuit étriqué, il parvient à trouver l'ouverture et à prendre le dessus sur Norbert Michelisz, Ma Qing Hua, Tom Coronel puis Tom Chilton. Désormais septième à mi-course, il revient au contact de José María López mais sans parvenir à faire vaciller son coéquipier argentin malgré plusieurs attaques. Il gagne une position supplémentaire dans le dernier tour en profitant de la perte de puissance de Tiago Monteiro, victime d'un problème moteur alors qu'il était en tête : « Dans la deuxième, je m’élançais du neuvième rang compte tenu du système de grille inversée. J’étais bien décidé à remonter et j’ai été très offensif. Cette philosophie a payé puisqu'après avoir été tassé contre le mur, j’ai fait plusieurs dépassements et je suis revenu à la sixième place. »,.
| Date       | Heure   | Phase            | Temps           | Tours | Écart    | Clas. |
| ---------- | ------- | ---------------- | --------------- | ----- | -------- | ----- |
| 13 nov     | 7 h 15  | Tests            | 2 min 29 s 580  | 8     | +1 s 872 | 5e    |
| 13 nov     | 13 h 55 | Essais Libres 1  | 2 min 28 s 563  | 11    | +1 s 347 | 6e    |
| 14 nov     | 9 h 25  | Essais Libres 2  | 2 min 27 s 348  | 11    | +1 s 288 | 5e    |
| 14 nov     | 15 h 10 | Qualifications 1 | 2 min 26 s 036  | 7     | +0 s 116 | 2e    |
| 14 nov     | 15 h 50 | Qualifications 2 | 2 min 24 s 536  | 5     | +0 s 207 | 2e    |
| 14 nov     | 16 h 12 | Qualifications 3 | 2 min 24 s 522  | 2     | +0 s 228 | 2e    |
| 16 nov     | 11 h 15 | Course 1         | 24 min 55 s 369 | 10    | +5 s 186 | 6e    |
| 16 nov     | 12 h 30 | Course 2         | 28 min 25 s 911 | 11    | +4 s 825 | 6e    |
| Sources, : |         |                  |                 |       |          |       |

### Bilan de la saison
Sébastien Loeb achève sa première saison en WTCC à la troisième place du classement mondial, derrière ses deux coéquipiers José María López et Yvan Muller. Avec un bilan final s'élevant à deux victoires, huit podiums, deux meilleurs tours en course et une pole position invalidée pour des raisons techniques, il démontra sa capacité à pouvoir rivaliser avec les meilleurs pilotes de la discipline au cours de sa phase d'apprentissage. Affichant un rythme en compétition proche de celui de ses principaux adversaires, l'Alsacien présente en revanche plusieurs lacunes lors des phases de départ et dans les situations de course en paquet, antinomiques à son passé de rallyman.
| #     | Meeting   | Dép. | Vic. | Pod. | Ab. | Pts. | Essais | Essais | Essais | Qualifications | Qualifications | Qualifications | Course 1 | Course 1 | Course 1 | Course 2 | Course 2 | Course 2 |
| #     | Meeting   | Dép. | Vic. | Pod. | Ab. | Pts. | Tests  | FP1    | FP2    | Q1             | Q2             | Q3             | Grille   | M. Tour  | Clas.    | Grille   | M. Tour  | Clas.    |
| ----- | --------- | ---- | ---- | ---- | --- | ---- | ------ | ------ | ------ | -------------- | -------------- | -------------- | -------- | -------- | -------- | -------- | -------- | -------- |
| 1     | Maroc     | 2    | 1    | 2    | 0   | 47   | 3e     | 1er    | 3e     | 2e             | 1er            | 2e             | 2e       | 1er      | 2e       | 9e       | 2e       | 1er      |
| 2     | France    | 2    | 0    | 1    | 0   | 26   | 2e     | 1er    | 9e     | 2e             | 2e             | 1er            | 17e      | 3e       | 2e       | 17e      | 13e      | 6e       |
| 3     | Hongrie   | 2    | 0    | 0    | 0   | 11   | 9e     | 5e     | 2e     | 4e             | 5e             | 3e             | 3e       | 6e       | 7e       | 8e       | 8e       | 9e       |
| 4     | Slovaquie | 1    | 1    | 1    | 0   | 29   | 7e     | 4e     | 3e     | 6e             | 3e             | 2e             | 2e       | 1er      | 1er      | 9e       | N/A      | A        |
| 5     | Autriche  | 2    | 0    | 0    | 0   | 21   | 6e     | 3e     | 1er    | 3e             | 4e             | 3e             | 2e       | 3e       | 4e       | 9e       | 4e       | 7e       |
| 6     | Russie    | 2    | 0    | 1    | 0   | 27   | N/A    | 5e     | 10e    | 9e             | 3e             | 4e             | 4e       | 2e       | 3e       | 7e       | 12e      | 5e       |
| 7     | Belgique  | 2    | 0    | 1    | 0   | 29   | 4e     | 4e     | 8e     | 3e             | 3e             | 2e             | 2e       | 3e       | 3e       | 9e       | 6e       | 5e       |
| 8     | Argentine | 2    | 0    | 0    | 0   | 23   | 4e     | 2e     | 4e     | 8e             | 2e             | 3e             | 3e       | 4e       | 4e       | 8e       | 5e       | 6e       |
| 9     | Pékin     | 2    | 0    | 1    | 0   | 25   | 5e     | 6e     | 5e     | 4e             | 7e             | NQ             | 7e       | 9e       | 5e       | 4e       | 4e       | 3e       |
| 10    | Shanghai  | 2    | 0    | 0    | 0   | 13   | 4e     | 6e     | 3e     | 4e             | 4e             | 5e             | 5e       | 4e       | 4e       | 6e       | 5e       | 12e      |
| 11    | Japon     | 2    | 0    | 1    | 0   | 24   | 2e     | 6e     | 3e     | 4e             | 3e             | 3e             | 3e       | 5e       | 3e       | 8e       | 6e       | 7e       |
| 12    | Macao     | 2    | 0    | 0    | 0   | 20   | 5e     | 6e     | 5e     | 2e             | 2e             | 2e             | 2e       | 4e       | 6e       | 9e       | 4e       | 6e       |
| Total |           | 23   | 2    | 8    | 0   | 295  |        |        |        |                |                |                |          |          |          |          |          |          |

## Supertourisme by Mitjet

### Lédenon 2014
En mai 2014, Sébastien Loeb fait usage du week-end de transition séparant les meetings autrichien et russe du calendrier WTCC pour répondre une nouvelle fois favorablement à l'invitation de son ami Jean-Philippe Dayraut pour un engagement dans une manche du championnat Mitjet, disputée sur le circuit de Lédenon en lever de rideau du GT Tour. Renommée Supertourisme pour cette nouvelle saison, la catégorie reine de la discipline, dans laquelle est inscrite l'Alsacien, connaît une évolution significative avec l'introduction de nouvelles voitures affichant des performances en hausse d'environ dix secondes au tour par rapport aux anciens modèles Mitjet 2L utilisés jusqu'alors, ces derniers remplaçant les versions 1,3 L dans le championnat secondaire.
Loeb réalise le sixième temps de la première séance des essais privés, à environ deux secondes du double champion en titre de la discipline Ronald Basso, avant de se rapprocher à sept dixièmes des pilotes de tête en accrochant la cinquième place de la deuxième session. Le lendemain matin, il signe le troisième temps des deux séances de qualification à environ une demi-seconde de Basso et Dayraut, ces derniers se partageant les pole positions des deux courses Sprint du week-end.
Parti troisième sur la grille de la première course, le nonuple champion du monde des rallyes porte une attaque sur Dayraut lors du départ lancé et prend le dessus sur le créateur du concept Mijet en réalisant l'intérieur dans le premier virage. Un accident impliquant le russe Maxim Dmitrienko et Christian Bottemanne survient au même moment dans la ligne droite des stands et provoque la sortie du Safety Car. La suspension de l'épreuve prend fin trois tours plus tard. Loeb passe aussitôt à l'offensive sur le leader Ronald Basso et se retrouve plusieurs fois à sa hauteur sans parvenir à finaliser ses dépassements. Durant l'une de ses tentatives, l'Alsacien sort trop large dans un virage et laisse à Dayraut l'occasion de reprendre la deuxième place. Ce dernier heurte alors Basso sur son aile arrière droite quelques centaines de mètres plus loin et l'accompagne dans une glissade incontrôlée. Loeb profite de l'incident pour s'emparer des commandes devant Vincent Beltoise puis s'échappera progressivement seul en tête jusqu'à la victoire finale.
De nouveau troisième à s'élancer sur la grille de la deuxième course, le pilote Citroën se fait dépasser au premier virage par Dino Lunardi. Malgré plusieurs attaques portées pour tenter de récupérer sa position, Loeb ne parviendra pas à trouver l'ouverture durant les treize tours que compteront l'épreuve. Deuxième derrière Ronald Basso, Jean-Philippe Dayraut s'engage dans les stands juste avant le drapeau à damiers afin de céder la place aux concurrents du championnat régulier, permettant ainsi à Loeb de terminer sur la dernière marche du podium.
L'Alsacien achève son week-end par la troisième et dernière course de Supertourisme, dite d'endurance en raison d'une durée plus que doublée fixée à quarante-cinq minutes et de la présence d'une fenêtre de ravitaillement obligatoire de trois minutes permettant aux pilotes évoluant par paire d'effectuer leur relais. Toujours troisième sur la grille, Loeb est victime d'un problème de transmission pendant le tour de chauffe et se voit contraint de regagner les stands avant la procédure de départ lancé,.
| N°         | Équipe                | Équipe                           |                 |       |          |       |
| ---------- | --------------------- | -------------------------------- | --------------- | ----- | -------- | ----- |
| 2          | Sébastien Loeb Racing | Sébastien Loeb Racing            |                 |       |          |       |
| Date       | Heure                 | Phase                            | Temps           | Tours | Écart    | Clas. |
| 30 mai     | 11 h 00               | Essais Privés 1                  | 1 min 26 s 791  | 17    | +2 s 089 | 6e    |
| 30 mai     | 16 h 40               | Essais Privés 2                  | 1 min 25 s 579  | 18    | +0 s 704 | 5e    |
| 31 mai     | 9 h 25                | Essais Qualificatifs - Pilotes B | 1 min 25 s 241  | 7     | +0 s 631 | 3e    |
| 31 mai     | 9 h 43                | Essais Qualificatifs - Pilotes A | 1 min 24 s 835  | 6     | +0 s 564 | 3e    |
| 31 mai     | 16 h 00               | Course 1 - Pilotes A             | 21 min 15 s 152 | 12    | -        | 1er   |
| 1er juin   | 10 h 10               | Course 2 - Pilotes B             | 18 min 39 s 407 | 13    | +2 s 339 | 3e    |
| 1er juin   | 13 h 30               | Course 3                         | Pas de temps    | 0     | -        | Ab.   |
| Sources, : |                       |                                  |                 |       |          |       |

### Magny-Cours 2014
Sébastien Loeb poursuit ses piges dans le championnat Mitjet en participant à la manche organisée lors du meeting de Magny-Cours du calendrier GT Tour.
Inscrit en catégorie reine, il enregistre le dixième temps des essais privés avant de rencontrer des problèmes mécaniques lors des qualifications quelques heures plus tard. Contraint de rentrer aux stands après un seul tour chronométré lors de la première séance, dont il se classera sixième, il doit renoncer à prendre part à la session suivante, sa voiture demeurant immobilisée dans le garage du SLR.
Parti dix-septième et dernier sur la grille de la première course, il parvient à remonter la moitié du peloton dès la fin du deuxième tour et pointe à la huitième place. Il poursuit son effort et gagne deux positions supplémentaires en réalisant l'intérieur sur Didier Dumaine et Gregor Raymondis. L'écart avec Ronald Basso, son prédécesseur direct, est alors trop important au regard de la distance restante à parcourir et du rythme imposé par le champion en titre de la discipline. Il se classera finalement cinquième après que Jean-Philippe Dayraut, alors second, ait décidé de rentrer volontairement aux stands à l'abord du dernier virage.
Sixième au départ de la deuxième course, il gagne une position dans la première chicane après la sortie de route de Rudy Servol, victime d'un accrochage, et se retrouve à la lutte face à Christian Bottemanne. Il prend le dessus sur son adversaire au freinage dans le quatrième tour après plusieurs tentatives puis se hisse en troisième position en bénéficiant de la rentrée aux stands de Jean-Philippe Dayraut. Affichant un retard de trois secondes sur les leaders Mathieu Vaxivière et Ronald Basso à mi-parcours, il décide de réduire son rythme et de redonner volontairement la dernière marche du podium à Bottemanne pour achever sa course à la quatrième place.
Il renonce à prendre le départ de la manche d'endurance disputée le lendemain en raison d'un emploi du temps lui imposant d'effectuer au même moment une démonstration au volant de la Citroën DS3 WRC pour le quatre-vingtième anniversaire du Grand Prix automobile de Montreux.
| N°         | Équipe                | Équipe                           |                        |                        |                        |                        |
| ---------- | --------------------- | -------------------------------- | ---------------------- | ---------------------- | ---------------------- | ---------------------- |
| 2          | Sébastien Loeb Racing | Sébastien Loeb Racing            |                        |                        |                        |                        |
| Date       | Heure                 | Phase                            | Temps                  | Tours                  | Écart                  | Clas.                  |
| 5 sep      | 11 h 10               | Essais Privés                    | 1 min 48 s 886         | 19                     | +2 s 350               | 10e                    |
| 5 sep      | 17 h 05               | Essais Qualificatifs - Pilotes B | 1 min 46 s 908         | 2                      | +1 s 055               | 6e                     |
| 5 sep      | 17 h 23               | Essais Qualificatifs - Pilotes A | Pas de temps           | 0                      | -                      | 17e                    |
| 6 sep      | 14 h 10               | Course 1 - Pilotes A             | 19 min 56 s 669        | 11                     | +16 s 221              | 5e                     |
| 6 sep      | 18 h 30               | Course 2 - Pilotes B             | 19 min 51 s 512        | 11                     | +21 s 531              | 4e                     |
| 7 sep      | 16 h 10               | Course 3                         | N'a pas pris le départ | N'a pas pris le départ | N'a pas pris le départ | N'a pas pris le départ |
| Sources, : |                       |                                  |                        |                        |                        |                        |

## Goodwood Festival of Speed
Le 20 mars 2014, Peugeot Sport annonce le retour de Sébastien Loeb derrière le volant de la Peugeot 208 T16 Pikes Peak dans le cadre de la 21e édition du Festival de vitesse de Goodwood. Organisé chaque année depuis 1993 dans le sud de l'Angleterre, l'événement joue à la fois le rôle de vitrine en rassemblant passionnés, constructeurs et équipes sportives évoluant dans les sports mécaniques, tout en proposant diverses compétitions d'exhibition. C'est dans l'épreuve reine, la course de côte, que la marque au Lion prend le parti de s'engager aux côtés du nonuple champion du monde des rallyes avec l'ambition de descendre sous le record de 41 s 60 établi par Nick Heidfeld en 1999 au volant d'une McLaren MP4/13,,,. L'agenda de l'Alsacien se voit également compléter par une inscription à la Forest Rally Stage chronométrée du festival, retrouvant ainsi le baquet de la Citroën DS3 WRC pour la première fois depuis huit mois,.
Une unique séance d'essais est organisée par Peugeot le 23 juin 2014 aux alentours de Paris afin de tester différents pneus proposés par Michelin, le parcours peu sélectif de seulement 1,87 km de la course de côte de Goodwood nécessitant des gommes montant très rapidement en température. Loeb effectue son premier run chronométré avec la 208 le samedi 28 juin 2014 dans le cadre des qualifications déterminant l'ordre des départs. Il y réalise la meilleure marque parmi les concurrents présents avec un temps de 46 s 45 mais avoue à l'arrivée qu'il lui sera impossible d'approcher le record de Heidfeld en raison de la conception technique de la voiture, cette dernière disposant d'une boîte de vitesses trop courte pour la typologie de l'épreuve : « Je suis déjà au dernier rapport avant la fin de la ligne droite. Je me heurte trop souvent au rupteur. »,. Le dimanche 29 juin 2014, l'Alsacien s'élance une seconde fois pour le classement final officiel et s'adjuge la première place avec un temps de 44 s 60, soit plus d'une seconde de mieux que la performance établie par Grégory Guilvert au volant de la même voiture lors de l'édition précédente,,,.

## Aveyronnaise Classic
Le 24 juillet 2014, Sébastien Loeb annonce sa participation à la douzième édition de l'Aveyronnaise Classic, épreuve traditionnelle de l'Enduro en France,. Inscrit en catégorie Gentlemen E1 au guidon d'une KTM 250 EXC, il est victime d'une chute à mi-parcours de la première journée sur la liaison le conduisant vers la troisième spéciale chronométrée. Légèrement touché à la cheville, le pilote alsacien préféra écarter tout risque en quittant prématurément la compétition afin de ne pas mettre en péril son programme en WTCC. Avant son abandon, le classement général provisoire le situait aux alentours de la centième place sur un total de plus de quatre cents concurrents,,.
| Catégorie    | Catégorie    | N°   | Équipe  | Équipe                       | Moto            | Moto        | Moto           | Moto        | Moto        |
| ------------ | ------------ | ---- | ------- | ---------------------------- | --------------- | ----------- | -------------- | ----------- | ----------- |
| Gentlemen E1 | Gentlemen E1 | 100  | Team SL | Team SL                      | KTM 250 EXC     | KTM 250 EXC | KTM 250 EXC    | KTM 250 EXC | KTM 250 EXC |
| Étape        | Jour         | E.S. | Heure   | Lieu                         | Clas. Spé. Cat. | Clas. Spé.  | Temps          | Clas. Cat.  | Clas.       |
| Étape 1      | 21 aoû       | SS1  | 10 h 15 | Teillet (Colombies)          | 21e             | 135e        | 2 min 32 s 517 | 21e         | 135e        |
| Étape 1      | 21 aoû       | SS2  | 10 h 00 | Compolibat                   | 15e             | 100e        | 8 min 16 s 875 | 14e         | 101e        |
| Étape 1      | 21 aoû       | SS3  | 16 h 00 | La Glèbe                     | Abandon         | Abandon     | Abandon        | Abandon     | Abandon     |
| Étape 1      | 21 aoû       | SS4  | 21 h 00 | La Fouillade                 | Abandon         | Abandon     | Abandon        | Abandon     | Abandon     |
| Étape 2      | 22 aoû       | SS5  | 8 h 40  | Calm (Lunac)                 | Abandon         | Abandon     | Abandon        | Abandon     | Abandon     |
| Étape 2      | 22 aoû       | SS6  | 10 h 40 | La Salvetat-Peyralès         | Abandon         | Abandon     | Abandon        | Abandon     | Abandon     |
| Étape 2      | 22 aoû       | SS7  | 13 h 45 | Souyris                      | Abandon         | Abandon     | Abandon        | Abandon     | Abandon     |
| Étape 2      | 22 aoû       | SS8  | 15 h 45 | Bozouls                      | Abandon         | Abandon     | Abandon        | Abandon     | Abandon     |
| Étape 2      | 22 aoû       | SS9  | 17 h 45 | Bozouls                      | Abandon         | Abandon     | Abandon        | Abandon     | Abandon     |
| Étape 3      | 23 aoû       | SS10 | 8 h 30  | Bozouls                      | Abandon         | Abandon     | Abandon        | Abandon     | Abandon     |
| Étape 3      | 23 aoû       | SS11 | 10 h 40 | Saint-Amans-des-Côts         | Abandon         | Abandon     | Abandon        | Abandon     | Abandon     |
| Étape 3      | 23 aoû       | SS12 | 12 h 00 | Lac de Sarrans               | Abandon         | Abandon     | Abandon        | Abandon     | Abandon     |
| Étape 3      | 23 aoû       | SS13 | 13 h 45 | Sainte-Geneviève-sur-Argence | Abandon         | Abandon     | Abandon        | Abandon     | Abandon     |
| Sources, :   |              |      |         |                              |                 |             |                |             |             |

## 60eRallye du Var
Cinq ans après sa dernière apparition, Sébastien Loeb réintègre le Championnat de France des rallyes le temps du soixantième rallye du Var, manche de clôture de la saison. Copiloté par son épouse Séverine, l'Alsacien se voit confier l'une des Citroën DS3 WRC engagées dans le cadre du mondial par la marque aux chevrons, assortie de l'assistance technique de l'équipe française,. Les fortes précipitations touchant la région perturbent le déroulement de l'épreuve avec l'annulation de plusieurs spéciales et rendent les conditions d'adhérence particulièrement instables. Loeb signent les deux scratchs au programme de la première étape et s'empare des commandes avec une avance d'environ dix secondes sur Frédéric Comte : « C’est une bonne mise en route. On a pris du plaisir dans les spéciales malgré les conditions qui sont vraiment difficiles. Dans le premier secteur, on a été gênés par les coulées d’eau et la buée dans la voiture, j’étais un peu méfiant car il y avait beaucoup de pièges. C’était mieux ensuite. On n’a pas fait d’erreur, c’est le principal. Il faut se remettre dans le rythme après un an sans avoir disputé de rallye. ». Parti sur des gommes inadaptées le lendemain matin, il fait face à la remontée de la Ford Fiesta de Julien Maurin et parvient à conserver le leadership. Il creuse un écart définitif sur son adversaire dans le huitième secteur, disputé de nuit, doublant sa marge pour la porter au-delà des trente secondes : « Ce matin, je n’avais pas le choix de pneus optimal. Les Softs étaient un peu trop tendres, les Hards un peu trop durs. J’ai donc dû faire un compromis. En revanche, c’était bien mieux dans l’après-midi. J’étais en Softs sur terrain humide, voire mouillé, et j’ai pu attaquer. »,,,,. Victime d'une sortie de route dans le premier secteur de la dernière étape, Maurin est contraint à l'abandon et laisse Loeb sans concurrence. L'Alsacien s'impose dans les trois secteurs chronométrés de cette ultime journée et franchit la ligne d'arrivée avec plus de trois minutes d'avance sur David Salanon, remportant ainsi le rallye du Var pour la troisième fois de sa carrière : « J’ai retrouvé de très bonnes sensations. La semaine a été difficile dans l’ensemble, depuis les reconnaissances. Ça n’a pas été facile pour les organisateurs, qui ont fait un excellent travail pour que cette épreuve puisse se dérouler. Même si j’ai payé une erreur au niveau du choix de pneus, nous avons trouvé notre rythme progressivement. Ça faisait longtemps que je n’avais plus pris part à un rallye et c’était un vrai plaisir que de faire mon retour à l’occasion du rallye du Var. »,,,,.
| Étape   | Jour   | E.S. | Heure   | Nom                | Distance | Clas. Spé.       | Temps            | Vit. Moy.        | Clas. |
| ------- | ------ | ---- | ------- | ------------------ | -------- | ---------------- | ---------------- | ---------------- | ----- |
| Étape 1 | 28 nov | SS1  | 14 h 40 | Capelude 1         | 17,86 km | 1er              | 11 min 16 s 6    | 95,03 km/h       | 1er   |
| Étape 1 | 28 nov | SS2  | 15 h 20 | Bormes-les-Mimosas | 10,54 km | 1er              | 6 min 54 s 7     | 91,50 km/h       | 1er   |
| Étape 1 | 28 nov | SS3  | 16 h 40 | Roquebrune         | 20,03 km | Spéciale annulée | Spéciale annulée | Spéciale annulée | 1er   |
| Étape 2 | 29 nov | SS4  | 9 h 20  | Collobrières       | 32,62 km | 2e               | 20 min 25 s 3    | 95,84 km/h       | 1er   |
| Étape 2 | 29 nov | SS5  | 10 h 20 | Pignans            | 16,60 km | 1er              | 10 min 47 s 6    | 92,28 km/h       | 1er   |
| Étape 2 | 29 nov | SS6  | 11 h 05 | Babaou             | 8,44 km  | 2e               | 5 min 29 s 5     | 92,21 km/h       | 1er   |
| Étape 2 | 29 nov | SS7  | 15 h 05 | Le Plan-de-la-Tour | 15,93 km | Spéciale annulée | Spéciale annulée | Spéciale annulée | 1er   |
| Étape 2 | 29 nov | SS8  | 17 h 25 | Capelude 2         | 17,86 km | 1er              | 10 min 55 s 4    | 98,10 km/h       | 1er   |
| Étape 2 | 29 nov | SS9  | 18 h 00 | La Môle            | 7,58 km  | Spéciale annulée | Spéciale annulée | Spéciale annulée | 1er   |
| Étape 3 | 30 nov | SS10 | 7 h 30  | La Garde-Freinet   | 10,95 km | 1er              | 7 min 02 s 6     | 93,28 km/h       | 1er   |
| Étape 3 | 30 nov | SS11 | 8 h 00  | Vidauban           | 9,30 km  | 1er              | 5 min 23 s 6     | 103,46 km/h      | 1er   |
| Étape 3 | 30 nov | SS12 | 9 h 57  | Gonfaron           | 32,62 km | 1er              | 20 min 10 s 7    | 97,00 km/h       | 1er   |

## Trophée Andros
Le premier week-end de décembre 2014, Sébastien Loeb participe pour la première fois de sa carrière au Trophée Andros lors d'un engagement en catégorie Elite dans la manche d'ouverture de la saison disputée sur la station de Val Thorens.
Sollicité la veille de l'événement à Doha pour la remise annuelle des prix FIA puis retardé en raison d'un brouillard persistant, l'Alsacien manque les essais chronométrés du samedi matin mais arrive à temps pour boucler les cinq tours de la première manche qualificative. Sans période d'acclimatation préalable au pilotage de la Citroën DS3 modifiée de l'écurie Saintéloc Racing, il se classe huitième à environ six secondes du meilleur temps cumulé de Jean-Philippe Dayraut, double tenant du titre. Troisième de la session suivante, à deux dixièmes de Benjamin Rivière, Loeb termine à la sixième position du classement général intermédiaire, établi par le meilleur chrono de chaque concurrent, et accède ainsi à la Super Finale de la première course. Débordé par Jean-Baptiste Dubourg au moment du départ, il ne parviendra pas à trouver l'ouverture lors des six tours de l'épreuve et franchira la ligne d'arrivée à la septième place, endigué dans un peloton composé de cinq voitures : « Je ne suis pas très content de moi. J’ai fait des conneries. J’ai roulé trop en pilotage rallye et ça, ça ne paie pas. En rallye, je fais accélération pied droit, frein pied gauche. Ici, il faut souvent prendre l’embrayage en milieu de virage quand on bloque les roues. Et donc avec mon style pied gauche, ça ne marche pas bien. ».
Le lendemain, le nonuple champion du monde des rallyes décroche le huitième temps de la première séance qualificative du jour, à environ cinq secondes de la meilleure marque de Jean-Philippe Dayraut. De nouveau huitième lors de la session suivante, pour un écart similaire sur le chrono de référence de Franck Lagorge, l'Alsacien échoue à la neuvième place du classement général, déterminé par le meilleur des deux temps, et manque la deuxième Super Finale. Premier sur la grille de départ de la Finale réunissant les six derniers concurrents, il parvient à conserver son rang et s'échappe progressivement en tête. Sorti trop large dans un virage peu après la mi-course, Loeb se fait passer à l'intérieur par Gérald Fontanel qui, dans la manœuvre, percute la voiture de l'Alsacien et détruit son capot moteur ainsi que ses ailes avant. Il terminera deuxième de la course dans les roues de son adversaire malgré plusieurs tentatives infructueuses pour regagner la position perdue,.
| Catégorie  | N°      | Équipe                      | Équipe           | Équipe           | Voiture     | Voiture     |
| ---------- | ------- | --------------------------- | ---------------- | ---------------- | ----------- | ----------- |
| Elite      | 6       | Saintéloc Racing            | Saintéloc Racing | Saintéloc Racing | Citroën DS3 | Citroën DS3 |
| Date       | Heure   | Phase                       | Temps            | Tours            | Écart       | Clas.       |
| 6 déc      | 9 h 00  | Warm Up                     | Pas de temps     | 0                | -           | -           |
| 6 déc      | 10 h 00 | Essais chronométrés         | Pas de temps     | 0                | -           | -           |
| 6 déc      | 11 h 50 | Qualifications 1 / I        | 3 min 22 s 432   | 4                | +6 s 330    | 8e          |
| 6 déc      | 14 h 55 | Qualifications 2 / I        | 3 min 19 s 968   | 4                | +0 s 203    | 3e          |
| 6 déc      | -       | Classement Intermédiaire I  | 3 min 19 s 968   | 8                | +3 s 866    | 6e          |
| 6 déc      | 17 h 45 | Super Finale I              | 5 min 20 s 501   | 6                | +14 s 764   | 7e          |
| 7 déc      | 8 h 00  | Warm Up                     | Pas de temps     | 0                | -           | -           |
| 7 déc      | 9 h 00  | Qualifications 1 / II       | 3 min 21 s 574   | 4                | +4 s 968    | 8e          |
| 7 déc      | 10 h 30 | Qualifications 2 / II       | 3 min 19 s 585   | 4                | +4 s 919    | 8e          |
| 7 déc      | -       | Classement Intermédiaire II | 3 min 19 s 585   | 8                | +4 s 919    | 9e          |
| 7 déc      | 13 h 40 | Finale II                   | 5 min 04 s 905   | 6                | +0 s 820    | 2e          |
| Sources, : |         |                             |                  |                  |             |             |